# Francisco de Assis
São Francisco de Assis (batizado como Giovanni di Pietro di Bernardone; Assis, 1181 ou 1182 — 3 de outubro de 1226), foi um frade católico nascido na atual Itália. Depois de uma juventude irrequieta e mundana, voltou-se para uma vida religiosa de completa pobreza, fundando a ordem mendicante dos Frades Menores, mais conhecidos como Franciscanos, que renovaram o Catolicismo de seu tempo. Com o hábito da pregação itinerante, quando os religiosos de seu tempo costumavam fixar-se em mosteiros, e com sua crença de que o Evangelho devia ser seguido à risca, imitando-se a vida de Cristo, desenvolveu uma profunda identificação com os problemas de seus semelhantes e com a humanidade do próprio Cristo. Sua atitude foi original também quando afirmou a bondade e a maravilha da Criação num tempo em que o mundo era visto como essencialmente mau, quando se dedicou aos mais pobres dos pobres, e quando amou todas as criaturas chamando-as de irmãos. Alguns estudiosos afirmam que sua visão positiva da natureza e do homem, que impregnou a imaginação de toda a sociedade de sua época, foi uma das forças primeiras que levaram à formação da filosofia da Renascença.
Dante Alighieri disse que ele foi uma "luz que brilhou sobre o mundo", e para muitos ele foi a maior figura do Cristianismo desde Jesus, mas a despeito do enorme prestígio de que ele desfruta até os dias de hoje nos círculos cristãos, que fez sua vida e mensagem serem envoltas em copiosa fé e darem origem a inumeráveis representações na arte, a pesquisa acadêmica moderna sugere que ainda há muito por elucidar quanto aos aspectos políticos de sua atuação, e que devem ser mais exploradas as conexões desses aspectos com o seu misticismo pessoal. Sua vida é reconstituída a partir de biografias escritas pouco após sua morte mas, segundo alguns estudiosos, essas fontes primitivas ainda estão à espera de edições críticas mais profundas e completas, pois apresentam contradições factuais e tendem a fazer uma apologia de seu caráter e obras; assim, deveriam ser analisadas sob uma óptica mais científica e mais isenta de apreciações emocionais do que tem ocorrido até agora, a fim de que sua verdadeira estatura como figura histórica e social, e não apenas religiosa, se esclareça. De qualquer forma, sua posição como um dos grandes santos da Cristandade se firmou enquanto ele ainda era vivo, e permanece inabalada. Foi canonizado pela Igreja Católica menos de dois anos após falecer, em 1228, e por seu apreço à natureza é mundialmente conhecido como o santo patrono dos animais e do meio ambiente.

## Biografia

### Juventude e conversão

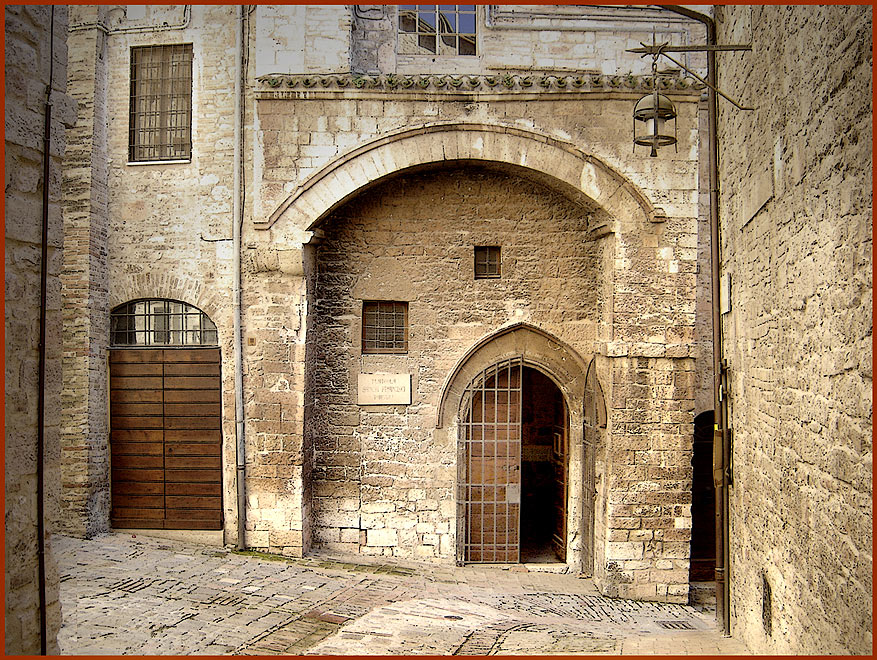
Casa onde Francisco nasceu, Assis

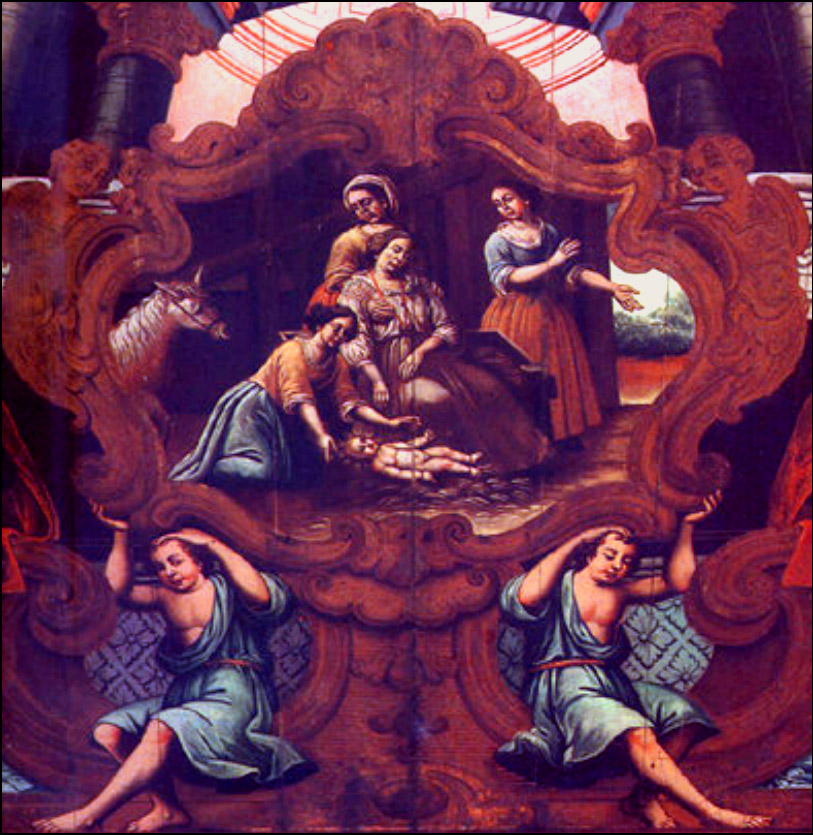
O nascimento de São Francisco. Pintura anônima na igreja do Convento de Santo Antônio da Paraíba

Era filho do comerciante italiano Pietro di Bernadone dei Moriconi e sua esposa Pica Bourlemont, cuja família tinha raízes francesas. Os pais de Francisco faziam parte da burguesia da cidade de Assis, e graças a negócios bem sucedidos na Provença, França, conquistaram riqueza e bem estar. Na ausência do pai, em viagem à França, sua mãe o batizou com o nome de Giovanni (João, em português, a partir do profeta São João Batista) na igreja construída em homenagem ao padroeiro da cidade, o mártir Rufino. A origem de seu nome Francesco (Francisco) é incerta. Para uns, depois de uma viagem à França, onde o menino teria ficado cativado pela vida francesa, sua música, sua poesia e seu povo, seu pai teria começado a chamá-lo de "francesco", que significa "francês" em italiano. Para outros, seu pai teria feito uma homenagem ao país natal de sua esposa, embora não haja provas de sua naturalidade francesa. Também foi sugerido que o nome foi dado por seu gosto pela língua francesa, que perdurou por toda a vida de Francisco e era em sua época a linguagem por excelência da literatura cavaleiresca e da expressão amorosa. O menino cresceu e se tornou um jovem popular entre seus amigos, por sua indisciplina e extravagâncias, por sua paixão pelas aventuras, pelas roupas da moda e pela bebida, e por sua liberalidade com o dinheiro, mas mostrava uma índole bondosa. Era nessa época fascinado pelas histórias de cavalaria, e desejava ganhar fama como um herói. Assim, em 1202 alistou-se como soldado na guerra que Assis desenvolvia contra Peruggia, mas foi capturado e permaneceu preso, à espera de um resgate, por cerca de um ano. Ao ser libertado caiu doente, com episódios de febre que duraram quase todo o ano de 1204. Ali se apresentaram as duas afecções que o acompanharam por toda a sua vida: problemas de visão e no aparelho digestivo.
Depois de recuperado tentou novamente a carreira das armas, engajou-se em 1205 no exército papal que lutava contra Frederico II, incentivado por um sonho que tivera. Nele apareceu-lhe alguém chamando-o pelo nome e levando-o a um rico palácio, onde vivia uma linda donzela, e que estava cheio de armas resplandecentes e outros apetrechos de guerra. Indagando de quem eram essas armas esplêndidas e o palácio magnífico, foi-lhe respondido que tudo aquilo era seu e de seus soldados. Animado com a perspectiva de glória, pôs-se a caminho, mas no trajeto teve outro sonho, ou uma visão, onde ouviu, segundo a versão da Legenda trium sociorum, uma voz a dizer: "Quem te pode ser de mais proveito? O senhor ou o servo?" Como Francisco respondesse: "O senhor", ouviu novamente a voz: "Então por que deixas o senhor pelo servo e o príncipe pelo vassalo?". Confundido, Francisco disse: "Que queres que eu faça?", e a voz replicou: "Volta para tua terra, e te será dito o que haverás de fazer. Pois deves entender de outro modo a visão que tiveste".

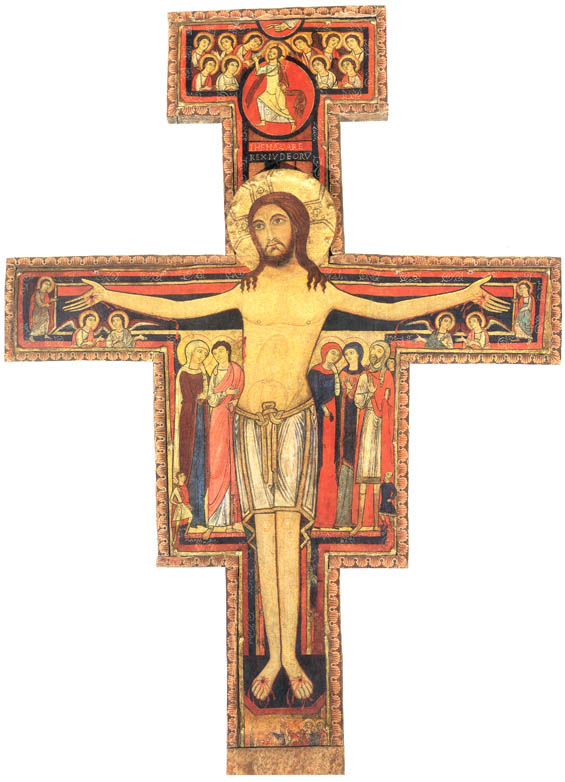
O crucifixo de São Damião. Mestre anônimo do século XII, hoje na Basílica de Santa Clara, Assis

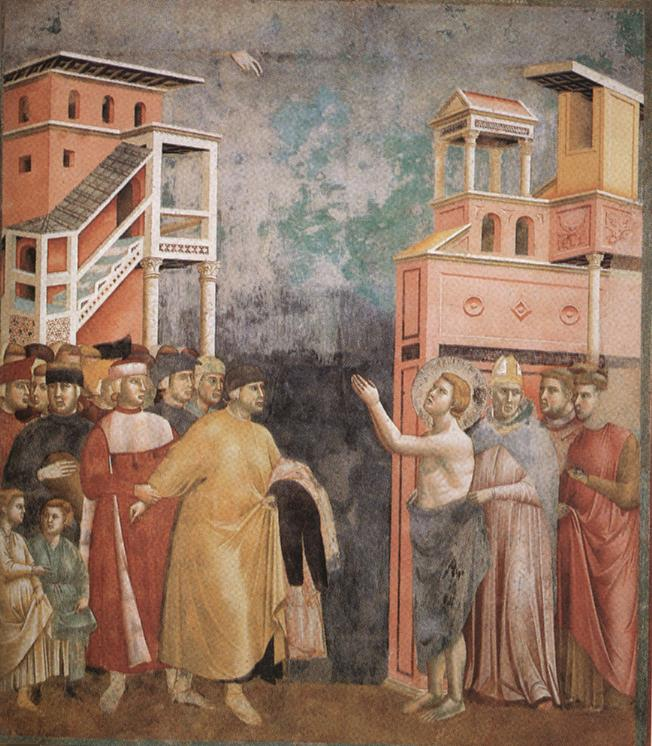
Giotto di Bondone: Renúncia aos bens mundanos, 1297-1299. Basílica de São Francisco de Assis, Assis

Poucos dias depois, já em Assis, durante uma algazarra com seus amigos, teria sido tocado pela presença divina, e desde então, segundo a Legenda, começou a perder o interesse por seus antigos hábitos de vida e mostrar preocupação pelos necessitados. Eleito "rei da juventude" em um festejo folclórico tradicional, em vez de preparar-se para a entrada em uma vida de casado, como seria o costume, retirou-se, conforme relatou seu primeiro biógrafo Tomás de Celano, para uma caverna a fim de meditar, acompanhado de apenas um amigo fiel, para quem revelou suas preocupações e seu desejo de obter o tesouro da sabedoria e de desposar a vida religiosa. Mas ainda era um período de hesitação. Quando tinha arroubos de devoção e os expressava publicamente, era ridicularizado; tinha pesadelos com uma horrível mulher corcunda, e imaginava que esta era a imagem de sua futura vida de pobreza.
Certo dia saiu em um passeio pelos campos nos arredores, e ao penetrar em uma clareira ouviu o som do sino que os leprosos, proscritos pela sociedade, deviam usar para indicar a sua aproximação, e logo se viu frente a frente com o homem doente. Fazia frio e o leproso tinha apenas trapos sobre o corpo. Francisco sempre sentira repulsa dos leprosos, mas nesse momento desceu de seu cavalo e cobriu o homem com seu próprio manto. Espantado consigo mesmo, olhou nos olhos do outro, e viu sua gratidão, e enquanto ele mesmo chorava, beijou aquele rosto deformado pela moléstia. Este parece ter sido o ponto de virada em sua vida, mas sua vocação não se declarou toda subitamente, e a cronologia desses e outros episódios preparatórios para sua conversão não é clara nas fontes antigas. Também parece ter tentado seguir o ofício de seu pai, mas sem conseguir devotar-se a ele. Ao contrário, estava cada vez mais interessado em ajudar os pobres.
Mas, certa vez, entrou para orar na igreja de São Damião, fora das portas da cidade, e ali, diz a tradição, ele ouviu pela primeira vez a voz de Cristo, que lhe falou de um crucifixo. A voz chamou a sua atenção para o estado de ruína de sua Igreja, e instou para que Francisco a reconstruísse. Imediatamente voltou para sua casa, recolheu diversos tecidos caros da loja de seu pai e os vendeu a baixo preço no mercado da cidade, e voltou para a igreja onde tivera sua revelação doando o dinheiro para o padre, a fim de que ele restaurasse o prédio decadente. Ao saber disso o pai se enfureceu e mandou que o buscassem. Atemorizado, Francisco se escondeu em um celeiro, onde seu amigo lhe levava um pouco de comida. Passado algum tempo, decidiu revelar-se, e diante do povo de Assis se acusou de preguiçoso e desocupado. A multidão o tomou por louco e divertiu-se apedrejando-o. O pai ouviu o tumulto e o recolheu para sua casa, mas o acorrentou no porão. Alguns dias depois sua mãe, por compaixão, livrou-o das correntes, e Francisco foi buscar refúgio junto ao bispo. O pai o seguiu e o acusou de furto de sua fortuna, reclamando uma compensação pelo que ele havia tirado sem licença de sua loja. Então, para a surpresa de todos, diante da autoridade eclesiástica (o bispo de Assis), Francisco se despiu de todas as suas roupas finas, colocou-as aos pés do pai, renunciou à sua herança e exclamou: "Até agora chamei de pai a Pedro Bernardone. Doravante não terei outro pai, senão o Pai Celeste". Em seguida pediu a bênção do bispo e partiu, completamente nu, para iniciar uma vida de pobreza junto do povo, da qual jamais retornou. O bispo viu nesse gesto um sinal divino e se tornou seu protetor pelo resto da vida.

### A fundação da Ordem e primeiras obras
Tomando ao pé da letra o que o crucifixo de São Damião ordenara, Francisco iniciou sua nova vida como pedreiro, ajudando a reconstruir diversas igrejas nos arredores de Assis - esta de São Damião, a de São Pedro e a da Porciúncula, que segundo São Boaventura era a que ele mais amava. Nela descobriu, em 1208 ou 1209, na leitura de uma passagem do evangelho de Mateus, as linhas gerais que orientaram sua vocação:
"Ide, disse o Salvador, e proclamai em todas as partes que o Reino do Céu está aberto. Vós recebestes gratuitamente; dai sem receber pagamento. Não leveis nem ouro, nem prata nem cobre em vossos cintos, nem um alforje, nem uma segunda túnica, nem sandálias, nem o cajado de viajante, pois o trabalhador merece ser sustentado. Em qualquer vila em que entrardes procurai alguma pessoa digna, e hospedai-vos com ela até partirdes. E quando entrardes em uma casa, saudai-a; se a casa for digna, desça sobre ela a vossa paz; mas, se não for digna, torne para vós a vossa paz."

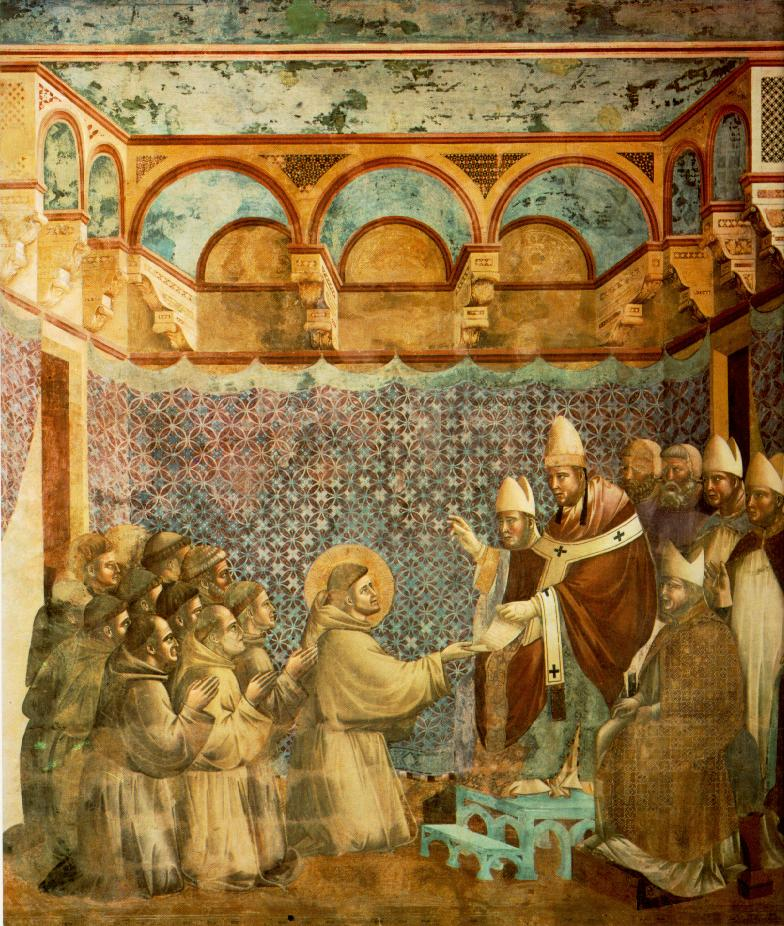
Francisco e seus companheiros diante de Inocêncio III, 1297-1299. Basílica de São Francisco de Assis

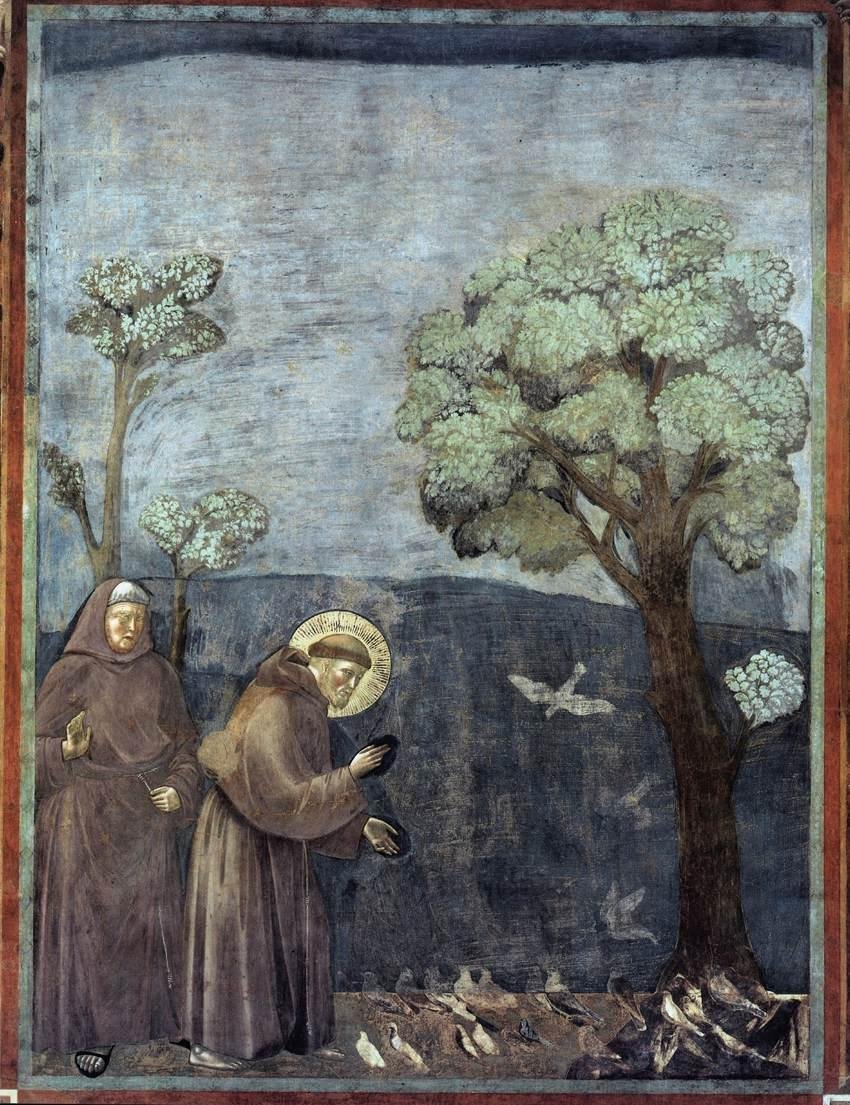
O sermão aos pássaros. Basílica de São Francisco de Assis

Dessa forma, de devoto passou a ser missionário, e começou a pregação da palavra divina, fazendo seus primeiros conversos, entre eles Bernardo de Quintavalle, um rico burguês de Assis, que vendeu tudo o que tinha para dar aos pobres, Pietro Cattani, que foi mais tarde seu sucessor na Ordem, e o Irmão Giles. Nesse período inicial, segundo Celano, teve uma revelação do futuro brilhante de sua Ordem, e ao mesmo tempo das provações que estavam pela frente. Diz o cronista:
"No começo desta nossa vida vamos encontrar alguns frutos doces e deliciosos. Depois serão oferecidos outros de menor sabor e doçura. No fim, serão dados alguns cheios de amargor, de que não poderemos viver, porque sua acidez será intragável para todos, apesar da aparência de frutos belos e cheirosos. Entretanto, como vos disse, o Senhor fará de nós um grande povo".
Tendo reunido mais um grupo de seguidores, dirigiu-se para Roma a fim de obter do papa a autorização da primeira Regra para a fundação de sua Ordem, a chamada Regra primitiva, que prescrevia uma pobreza absoluta para os monges e para a Ordem, em imitação literal da vida de Jesus Cristo e seus apóstolos conforme narrada nos Evangelhos, que não possuíam nada pessoalmente nem em comum. Segundo o cronista inglês Matthew Paris, lá chegando, sujos e vestidos pobremente, foram ridicularizados pela corte de Inocêncio III, que mandou não o aborrecer com sua Regra, considerada excessivamente rigorosa e impraticável, e que fosse pregar entre os porcos. Tendo-o feito num chiqueiro próximo, coberto de lama voltou para o papa, que refletindo um momento, decidiu recebê-los em uma audiência formal depois que se lavassem. Francisco e seus amigos se prepararam, então, para esse outro encontro conseguindo o apoio de prelados eminentes para a sua causa. Segundo os relatos antigos, nesse ínterim Inocêncio teve um sonho, no qual viu a Basílica de São João de Latrão prestes a desabar, apenas sustentada por um pobre religioso, que ele interpretou como sendo Francisco. Com a recomendação favorável de alguns conselheiros e com o aviso recebido em sonho, Inocêncio finalmente autorizou a Regra, mas não por escrito, nem outorgou o estatuto de Ordem maior ao grupo, apenas permitiu que pregassem e dessem socorro moral às pessoas, mas acrescentando que se eles conseguissem frutos de seu trabalho, voltassem a ele para que sua situação fosse completamente regularizada. Alguns relatos antigos, como o deixado por Roger de Wendover, sugerem que Francisco e seus companheiros não ficaram completamente satisfeitos com o resultado de seu encontro com o papa, e em seu caminho de volta, ao pararem em Spoleto, parece ter havido uma crise entre o grupo. Alguns teriam se inclinado a abandonar a pregação para viverem como monges eremitas, desiludidos com a ostentação de luxo da corte papal. Também nessa ocasião parece ter ocorrido o célebre Sermão aos pássaros, mas os cronistas divergem na descrição do seu conteúdo. Para Wendover ele foi a manifestação da revolta de Francisco, que teria mandado as aves devorarem os poderosos, mas os que seguem a versão de Celano o referem como um idílio cheio de poesia e doçura, onde aconselha um bando de pássaros, reunidos em seu redor e quedos de atenção, a darem graças ao Criador pela vida boa que haviam recebido gratuitamente, tendo o dom de voar, uma voz canora, um rico traje de penas para cobrir seus corpos e comida farta sem exigir o trabalho de produzi-la.

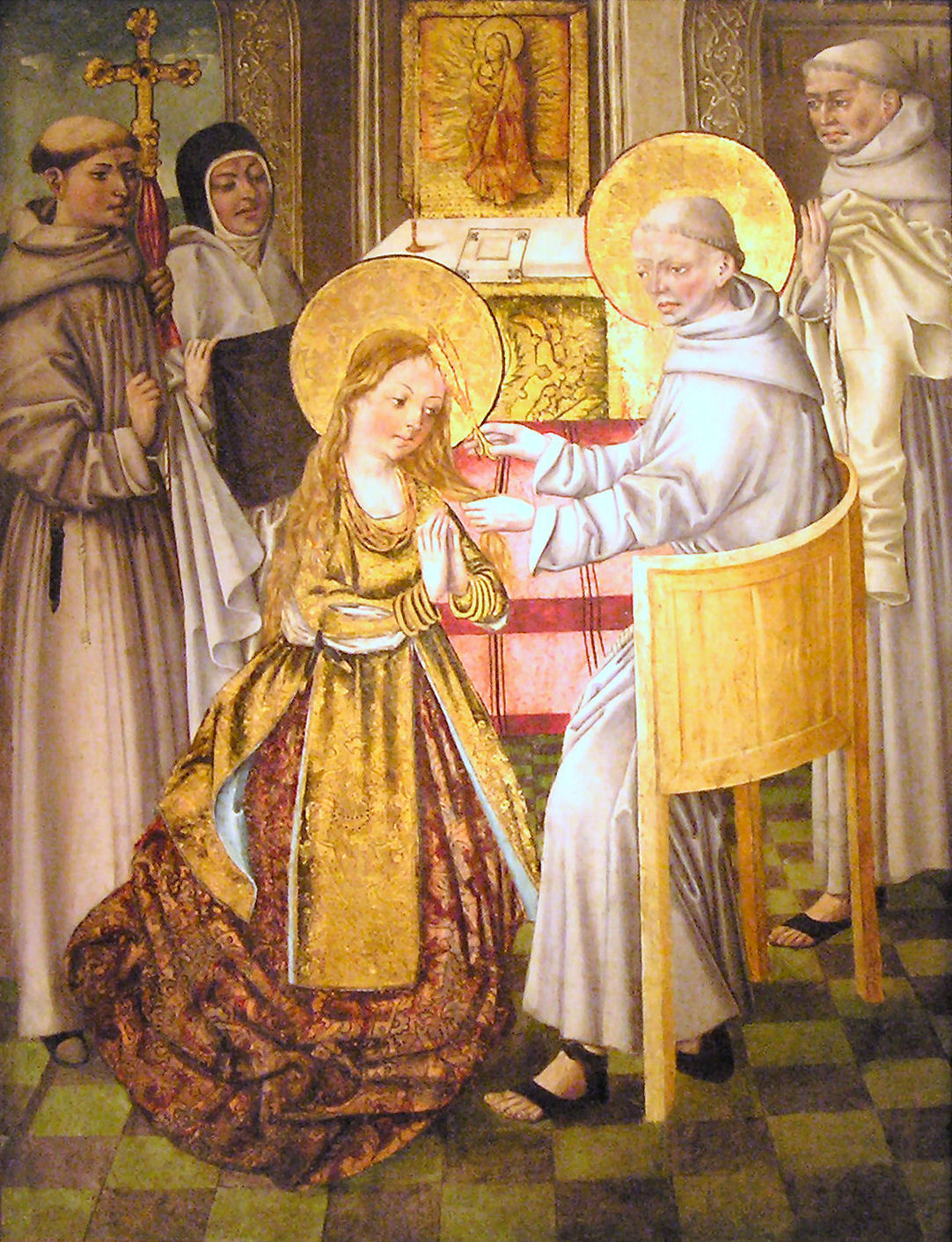
Anônimo: São Francisco cortando os cabelos de Santa Clara em sua consagração, século XV. Deutsches Historisches Museum

Chegando a Assis, instalaram-se em uma cabana no campo, onde se dedicaram ao cuidado dos leprosos, ao trabalho manual e à pregação, vivendo de esmolas. Logo a cabana se tornou pequena para o crescente número de irmãos, mas o abade do mosteiro beneditino do Monte Subásio lhes concedeu, em fins de 1210, o uso da capela da Porciúncula e de uma terra adjacente. Entre os novos amigos de Francisco estavam o Irmão Leo, seu futuro confessor e amigo inseparável, o Irmão Ruffino, que segundo a lenda pregava até dormindo, o Irmão Junípero, o Irmão Masseo e o Irmão Illuminato. Nesse período sua pregação já alcançara toda a região entorno, mas não eram sempre bem recebidos. Em 1212 a Ordem foi enriquecida com a primeira mulher, Clara d'Offreducci, a futura Santa Clara, fundadora do ramo feminino dos Frades Menores, as Clarissas, que logo trouxe suas irmãs, a quem foi dado o uso da capela de São Damião. No mesmo ano fizeram sua primeira tentativa, frustrada, de evangelizar os sarracenos na Síria, mas não conseguiram chegar ao seu destino e acabaram voltando a Assis com grande dificuldade. Durante a viagem de navio, conta a tradição que o santo fez o milagre de pacificar uma tempestade e de multiplicar a comida dos marinheiros, que terminava. Nessa época seus milagres foram numerosos. Em Ascoli curou enfermos e fez muitas conversões, em Arezzo os arreios de um cavalo que ele havia tocado curaram uma mãe em perigoso trabalho de parto, em Narni curou um paralítico, em San Gimignano expulsou demônios, e em Gubbio pacificou um lobo que assolava a região, entre muitos outros prodígios. Sua fama como santo já se espalhava, e recebeu em doação o monte Alverne para que erguesse ali um refúgio para os irmãos. Em 1214 se dirigiu para o Marrocos para pregar entre os mouros, mas só pôde chegar à Espanha, onde caiu doente, mas outros irmãos prosseguiram. Em 1219, durante a Quinta Cruzada, foi ao Egito, encontrou-se com os cruzados que assediavam Damieta, profetizando sua derrota, em seguida manteve uma entrevista com o sultão aiúbida Camil que, impressionado, ao fim da visita pediu que Francisco orasse para que Deus lhe mostrasse a forma de cultuá-lo que fosse de seu agrado e permitiu que pregasse entre seus súditos. Dali passou para a Palestina, peregrinando pelos lugares santos, onde recebeu a notícia de que os irmãos no Marrocos haviam sido martirizados, e que a comunidade em Assis, na sua longa ausência, estava em crise.

### Reforma da Ordem

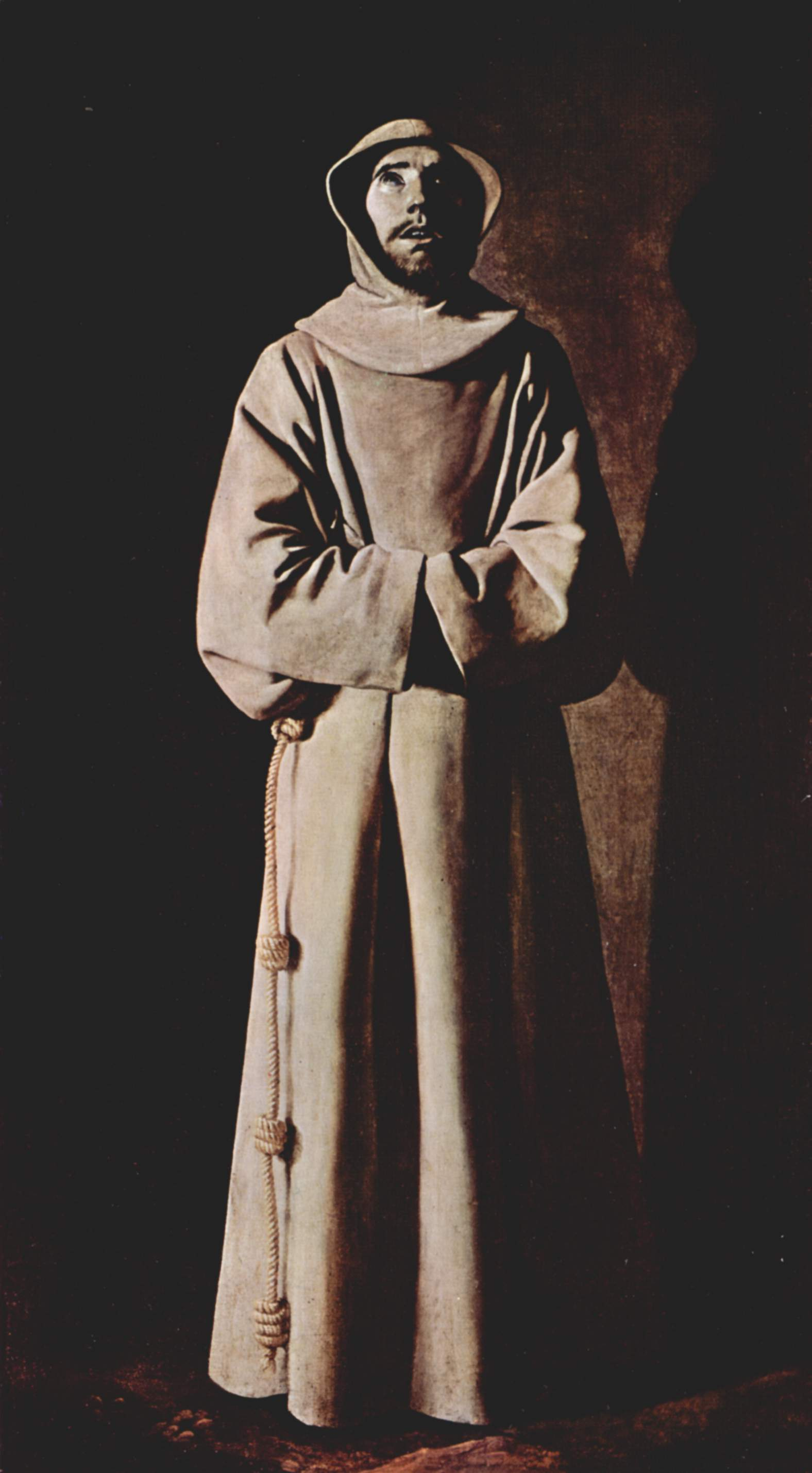
Francisco de Assis em pintura Francisco Zurbarán

Voltou à Itália e passou por Roma a fim de obter ajuda do papa. Quando chegou em Assis viu que seus ideais haviam sido abandonados e reinava grande confusão entre os irmãos. Alguns se haviam tornado vagabundos e se associavam com mulheres, outros queriam erguer igrejas suntuosas, abandonar o rigorismo da Regra inicial, dedicar-se aos estudos eruditos, e pediam favores e privilégios para o papa. Ao mesmo tempo, a liberdade de pensamento outorgada pela Regra primitiva, que permitia o questionamento de preceitos e ordens percebidos como contrários à consciência, havia degenerado em disputas constantes de opinião entre os irmãos e em desobediência. Pelo menos em um caso a reação de Francisco foi violenta. Em Bolonha, onde o Irmão João fundara um colégio, expulsou todos de lá, inclusive os doentes. Depois teve de aceitar, com a intervenção papal, várias mudanças importantes. Foi estabelecido o período probatório de um ano para novos candidatos, um representante do papa foi indicado governador e corregedor da Ordem, e Francisco passou a administração da comunidade para o Irmão Pietro Cattani, logo substituído pelo Irmão Elias, enquanto que Francisco permanecia apenas como guia espiritual. Foi criada a Ordem Terceira para os irmãos leigos, foi autorizado o estudo avançado de teologia, e o Francisco elaborou uma Segunda regra, em 1221, tentando torná-la o mais clara e inequívoca possível. Ainda assim a Segunda regra, também chamada Regra não bulada, se revelou ineficaz para a solução da crise, era em essência a mesma, e foi solicitada nova revisão para Francisco, auxiliado pelos irmãos Leo e Bonizzo. Segundo o relato do Speculum perfectionis, prevendo que Francisco não cederia em muito, o Irmão Elias, acompanhado de outros, foi ao encontro de Francisco e solicitou um abrandamento no texto, e nesse momento todos teriam ouvido a voz de Cristo dizendo que desejava preservar a pureza do conteúdo dos Evangelhos e que quem não se conformasse deixasse a Ordem.
Ficando pronto em 1223, aparentemente com poucas modificações novas, o novo texto foi enviado para Roma para aprovação papal, mas recebeu ainda muitos outros ajustes e cortes do cardeal Ugolino e finalmente foi confirmado pelo papa Honório III, na bula Solet annuere, de 29 de novembro de 1223, e por isso é chamada de a Regra bulada. O texto da Regra primitiva resultou ainda mais profundamente alterado; a maioria das citações do Evangelho e as passagens poéticas foram removidas e substituídas por fórmulas legais. O artigo que autorizava a desobediência de superiores indignos foi excluído, assim como os que prescreviam o cuidado dos leprosos, junto com todas as obrigações de pobreza absoluta. Já não se insistia no trabalho manual e se permitiu que os irmãos usassem quaisquer livros, que naquela época eram raros artigos de luxo. A seguir um trecho comparativo entre as regras Não bulada e a Bulada, referente ao modo como os frades deviam trabalhar:
| Regra não bulada | Regra bulada |
| --- | --- |
| Todos os frades, em qualquer lugar em que estiverem em casa de outros para servir ou trabalhar, não sejam mordomos nem chanceleres nem estejam à frente das casas em que servem; nem recebam algum emprego que cause escândalo ou produza detrimento para sua alma (Mc. 8,36); mas sejam menores e submissos a todos que estão na mesma casa. E os frades, que sabem trabalhar, trabalhem e exerçam o mesmo ofício que sabem, se não for contra a salvação da alma e puder ser feito honradamente. Pois diz o profeta: Comerás do fruto dos teus trabalhos; és feliz e estarás bem (Sl 127,2); e o apóstolo: Quem não quer trabalhar, não coma (cfr. 2Ts 3,10); e cada um fique na arte e ofício em que foi chamado (cfr. 1Cor 7,24). E pelo trabalho possam receber tudo que for necessário, menos dinheiro. E quando for necessário, vão pela esmola como os outros pobres. E possam ter ferramentas e instrumentos convenientes para seus ofícios. Todos os frades esforcem-se por suar em boas obras (S Greg. M. Hom. 13 in Ev.), porque está escrito: Faz sempre alguma coisa boa, para que o diabo te encontre ocupado (S. Jeron. Ep. 125,11). E ainda: A ociosidade é inimiga da alma (S. Bern. Reg. 48,1). Por isso os servos de Deus devem insistir sempre na oração ou em alguma obra boa. Guardem-se os frades, onde quer que estejam, em eremitérios ou outros lugares, de apropriar-se de lugar algum ou de impedi-lo a alguém. E quem quer que venha a eles, amigo ou adversário, ladrão ou assaltante, receba-se benignamente. E onde quer que estejam os frades e onde quer que se encontrem, devem voltar a ver-se e honrar-se espiritual e diligentemente mutuamente sem murmuração (1Pd 4,9). E cuidem de não se mostrar tristes por fora e sombrios hipócritas; mas se mostrem alegres no Senhor (Fl. 4,4) e bem humorados e convenientemente amáveis. | Os frades a quem o Senhor deu a graça de trabalhar, trabalhem fiel e devotamente, de modo que, afastando o ócio inimigo da alma, não extingam o espírito da santa oração e devoção, ao qual as outras coisas temporais devem servir. Como mercê do trabalho recebam para si e seus irmãos o necessário para o corpo, menos dinheiro ou pecúnia, e isso humildemente, como convém a servos de Deus e seguidores da santíssima pobreza. |

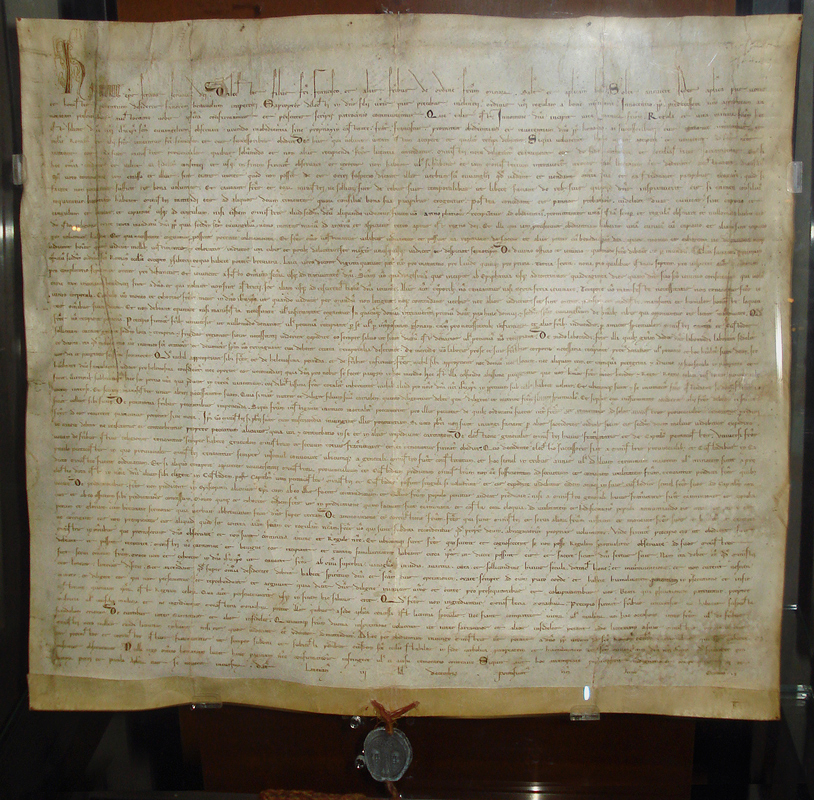
A Regra Bulada, preservada na Basílica de Assis

Impostas pela hierarquia eclesiástica romana e pela pressão de parte de seus próprios companheiros, essas mudanças pouco refletiam o espírito original franciscano, mas foram inevitáveis diante da tensão entre um grupo que crescia, se diversificava e estava prestes a perder sua unidade, e a necessidade de mantê-lo funcional e organizado. Mas expressavam ainda o conflito aberto entre a hierarquia espiritual e a institucional. Francisco via a si mesmo como o mensageiro de um mandado divino, crendo que sua Regra não podia ser alterada sem traição a Cristo que o inspirava e que era a autoridade suprema a ser considerada, a quem o próprio papa devia subordinação, mas parece não ter compreendido que Cristo não falava ao papa nem aos monges, somente ele ouvia sua voz, e assim inevitavelmente sua credibilidade e a propriedade de sua intransigência eram postas em dúvida. Segundo os relatos a Regra bulada só foi aceita por Francisco por força da obediência que devia ao papa como líder da Igreja, da qual jamais quis afastar-se, mas submeteu-se, com grande pesar, e os seus primeiros biógrafos referem este período como o da sua "grande tentação", a de abandonar todo o trabalho. Por fim aceitou o fato consumado, e entregando os frutos para Deus, pacificou-se.

### Anos finais e morte
Seus anos finais foram passados em tranquilidade interior, quando, segundo seus biógrafos primitivos, seu amor e compaixão por todas as criaturas fluíam abundantes, ao mesmo tempo que ele experimentava repetidas visões e êxtases místicos, fazia outros milagres, continuava a percorrer a região em pregações, e multidões acorriam para vê-lo e tocá-lo. No Natal de 1223 foi convidado pelo senhor de Greccio para celebrar a festa numa gruta com pastores e animais, desejando recriar o nascimento de Cristo em Belém, sendo a origem da tradição dos presépios. Na primavera seguinte, viajou para a Porciúncula a fim de assistir a reunião do Capítulo Geral, e em seguida retirou-se para o santuário do Monte Alverne, acompanhado dos irmãos Leo, Ruffino, Angelo, Silvestre, Illuminato, Masseo e talvez também Bonizzo. Muitas vezes os deixava e se embrenhava nas matas, a fim de meditar solitário, levando consigo apenas os Evangelhos e comendo muito pouco.

Às vezes, o Irmão Leo, em segredo, o observava e, por mais de uma vez, testemunhou seus êxtases e viu parte das visões que o santo via. Nos estados contemplativos, eram-lhe reveladas por Deus não somente coisas do presente, mas também do futuro, assim como lhe fazia conhecer as dúvidas, os secretos desejos e os pensamentos dos irmãos. Numa dessas ocasiões, segundo relata a coletânea I Fioretti di San Francesco, o Irmão Leo o viu levar a mão ao peito e parecer tirar algo de lá e oferecê-la a uma língua de fogo que descera sobre ele. Perguntando depois o que sucedera, Francisco respondeu:

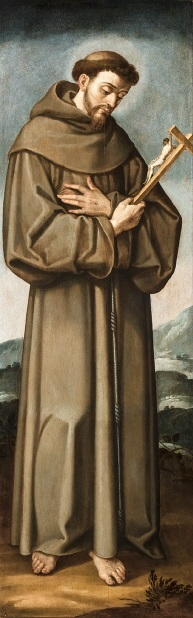
São Francisco de Assis, de Francisco Pacheco (Museu de Belas Artes de Sevilha)

"Por que vieste aqui, irmão cordeirinho? Diz-me: viste ou ouviste alguma coisa?
"Leo respondeu: Pai, ouvi-te falar e repetir várias vezes: 'Quem és Tu? Quem és Tu, oh dulcíssimo Deus? E eu quem sou, verme desprezível e teu inútil servo?'
"Ao que Francisco disse: Sabe, irmão cordeirinho de Jesus Cristo, que, enquanto eu dizia aquelas palavras que ouviste, eram nesse momento mostradas à minha alma duas luzes, uma a da revelação e do conhecimento do Criador, a outra a do conhecimento de mim mesmo. Quando eu dizia 'Quem és Tu, oh meu dulcíssimo Deus?', estava numa luz de contemplação na qual via o abismo de infinita bondade, sabedoria e poder de Deus; e quando dizia 'Que sou eu, etc.', estava numa luz de contemplação na qual via a profundidade lamentável da minha abjeção e miséria, e era por isso que indagava do Senhor da infinita bondade o mistério de Ele dignar-Se a visitar-me, a mim que não sou mais que um verme desprezível e inútil. E entre outras coisas que Ele me disse, pediu-me que Lhe fizesse três dádivas, e eu respondi-Lhe: 'Meu Senhor, sou Teu, e bem sabes que nada tenho além da túnica, da corda e das bragas, e estas três coisas também são Tuas. Que posso pois oferecer ou dar à Tua majestade?' Então Deus disse-me: 'Procura no teu íntimo e oferece-me o que lá encontrares.' Eu procurei e encontrei lá uma bola de ouro e ofereci-a a Deus; e fiz isso três vezes, pois três vezes Deus mo ordenou; depois ajoelhei três vezes e bendisse e agradeci a Deus que me dera alguma coisa para eu Lhe oferecer. E logo me foi dado compreender que essas três oferendas significavam a santa obediência, a extrema pobreza e a belíssima castidade que Deus, por Sua graça, me concedeu observar tão perfeitamente. E como Deus depositara no meu íntimo aquelas três bolas de ouro, assim também deu à minha alma essa virtude de sempre O louvar e enaltecer, com o coração e a boca, por todos os bens e por todas as graças que Ele me concedeu, por Sua santíssima bondade."

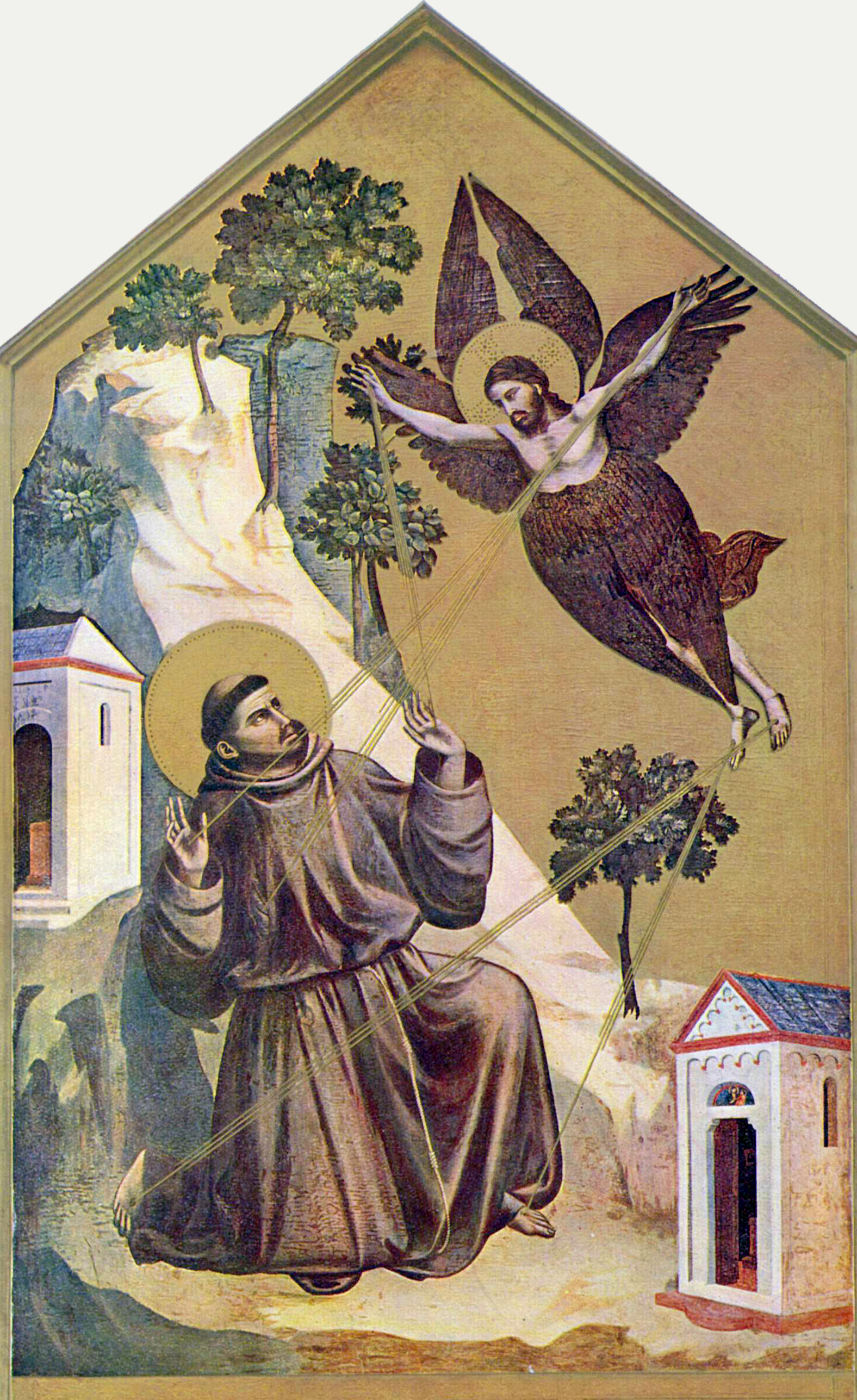
Giotto: Estigmatização de São Francisco (detalhe), c 1300. Museu do Louvre

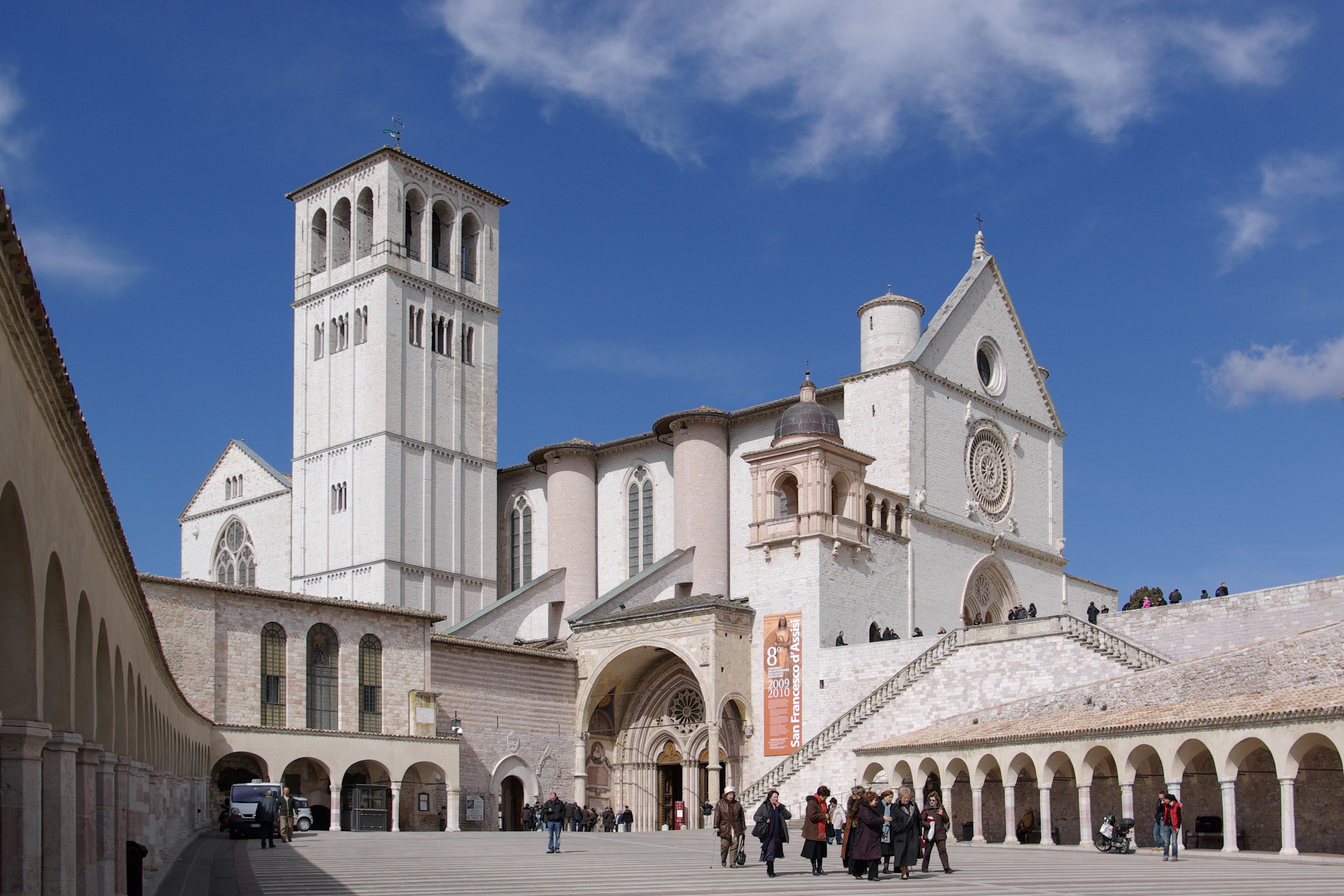
Basílica de São Francisco de Assis, em Assis

Durante uma dessas meditações, em 14 de setembro de 1224, no dia da Festa da Exaltação da Santa Cruz, no Monte Alverne, acompanhado do Frei Leo, Francisco viu a figura de um homem com seis asas, semelhante a um serafim, e pregado a uma cruz, e à medida que continuava na contemplação, que lhe dava imensa felicidade mas era sombreada de tristeza, sentiu se abrirem em seu corpo as feridas que o tornaram uma imitação do próprio Cristo crucificado. Foi, dessa forma, o primeiro cristão a ser estigmatizado, mas enquanto isso lhe trazia alegria, sendo um sinal do favor divino, foi-lhe motivo de muito embaraço e sofrimento físico. Sempre tentou ocultar os estigmas com faixas e seu hábito, e poucos irmãos os viram enquanto ele viveu. Mas eles lhe causavam muita dor e com isso dificultavam seus movimentos, além de sangrarem com frequência. Muitas vezes teve de ser carregado por não poder andar, ou teve de viajar sobre uma mula, o que não era permitido aos irmãos por ser um luxo.
Também padeceu de outras enfermidades, ficou quase cego, e as suas dores de cabeça eram terríveis, mas apesar de receber ordem de procurar tratamento, os médicos nada puderam fazer para aliviá-lo. Passou algum tempo sob os cuidados de Clara, e ali deve ter composto, em 1225, seu Cântico das Criaturas, porém sua condição deteriorava-se diariamente, e ditou seu Testamento. Melhorou, então, e viajou para um eremitério perto de Cortona, onde sua saúde piorou novamente, e foi levado para Assis, hospedando-se na casa do bispo em meados de 1226. Pouco depois, pediu para ser levado à Porciúncula, para que pudesse morrer entre os irmãos.
Sentindo a morte próxima, solicitou a uma amiga romana, a nobre Jacopa dei Settesoli, que trouxesse o necessário para seu sepultamento, e também alguma comida bem preparada, que ele havia provado em sua residência em Roma, o que deveria aliviar seu sofrimento. Foi despedir-se de Clara e das irmãs em São Damião, e voltou à Porciúncula, deu instruções para ser sepultado nu, e no pôr do sol de 3 de outubro de 1226, depois de ler algumas passagens do Evangelho, faleceu rodeado de seus companheiros, nobres amigos e outras personalidades. As fontes antigas dizem que, nesse momento, um bando de aves veio pousar no telhado e cantou. Logo em seguida, o Irmão Elias notificou a todos de seu desaparecimento e divulgou sua estigmatização, até ali mantida em sigilo, seu corpo foi examinado por muitas testemunhas a fim de comprová-lo, e o povo de Assis e dos arredores acorreu para prestar-lhe sua última homenagem.
Foi enterrado no dia seguinte na igreja de São Jorge. Menos de dois anos depois, o papa Gregório IX foi pessoalmente para Assis para canonizá-lo, o que aconteceu em 6 de julho de 1228 com grande pompa. Em 1230, foi inaugurada uma nova basílica em Assis, que recebeu seu nome e, hoje, guarda as suas relíquias e abriga o seu túmulo definitivo. A basílica foi decorada no fim do século XIII por Giotto di Bondone com uma grande série de afrescos que retratam a vida do santo.

## Sua aparência

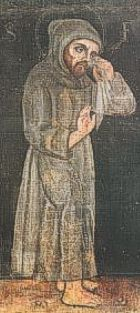
Este retrato, de autor anônimo, é considerado, sem certeza, uma cópia do século XIV do único retrato que teria sido feito ainda em vida do santo, por encomenda de Jacopa de' Settesoli. Está conservado em Greccio

Segundo a descrição deixada por Tomás de Celano, a aparência física de Francisco era extremamente agradável, e sua face refletia a inocência de sua vida, a pureza de seu coração e o ardor do fogo divino que o consumia. Era de estatura um pouco abaixo da média, cabeça proporcionada e redonda, com a face alongada e nariz reto e fino, pescoço esguio, testa plana e curta, olhos negros e límpidos, cabelos castanhos, orelhas pequenas. Sua voz era forte, doce, clara e sonora; os dentes eram unidos, alinhados e brancos, os lábios pequenos e delgados, a barba era preta e um tanto rala; seus ombros eram direitos, os braços curtos, as mãos delicadas com dedos longos, as pernas delgadas, pés pequenos, pele fina e sempre muito magro. Sua visão de si mesmo era, porém, oposta: descrevia-se como "um franguinho preto", e o retrato pintado no Fioretti segue a mesma linha, mostrando-o como um homem miúdo de aspecto muito desprezível e vil, e que por este motivo nunca conseguia muitas esmolas entre gentes que não o conheciam.

## Contexto histórico
Um século antes de Francisco nascer, a espiritualidade europeia estava principalmente concentrada nos mosteiros enclausurados, desenvolvendo-se de uma forma introvertida e contemplativa que tinha muito de pessimismo em relação ao mundo e ao ser humano. Os mosteiros europeus eram, também, os maiores centros de cultura erudita na Europa de então: em suas bibliotecas e através de suas oficinas de copistas, preservou-se boa parte do que hoje se conhece de literatura clássica, e seus membros muitas vezes alcançaram níveis altos e refinados de pensamento abstrato e teológico, com grande penetração psicológica. Os monges eram, pessoalmente, pobres, mas nada lhes faltava de sustento material, pois suas Ordens eram muitos ricas, recebendo doações da nobreza e do povo e possuindo grandes extensões de terra e muitos tesouros em suas igrejas. De qualquer modo, na percepção daquela época, uma vida de monge era o caminho mais garantido, na verdade praticamente o único, para a conquista do Paraíso, e era comum que leigos, depois de terem vivido a maior parte de suas vidas no desfrute do mundo, ao sentirem a morte se aproximar, deixassem suas famílias para ingressar em um mosteiro, num processo que veio a ser chamado de "piedade fugitiva", esperando que a conversão, mesmo de última hora, fosse suficiente para alcançar a recompensa eterna. Acompanhando esse modo de pensar, era uma crença corrente a de que o céu tinha uma população reduzida, e que ela era composta na maior parte de monges.
No decorrer do século XII começou a se verificar uma mudança: a sociedade passou a demonstrar um crescente otimismo quanto às coisas espirituais, e parecia mais fácil à gente comum partilhar do Paraíso com os monges. Essa mudança se explica através de dois fatores principais — a concepção de Deus se tornou mais amorosa e benévola, e os doutores das faculdades de teologia, especialmente os proto-humanistas de Paris, elaboraram e divulgaram o conceito do Purgatório, que previa, para após a morte, uma estadia temporária num plano intermédio entre terra e céu onde as almas seriam purificadas de seus pecados veniais, possibilitando seu acesso à beatitude algum tempo depois. No encerramento do século, Hugo de Avalon veio reforçar esse otimismo dizendo que o céu não era um destino exclusivo para os monges e autoridades da Igreja, e que no Juízo Final todos seriam julgados de acordo com sua observância dos princípios do cristianismo, e não do monasticismo. Francisco nasceu nesse momento de abertura, e embora mantivesse em parte o modelo da ascese em renúncia pessoal do mundo, buscou a santificação de toda a família humana em comunhão e em íntimo contato com seus semelhantes numa pregação itinerante dentro dos centros urbanos, sem estar vinculado a nenhum núcleo religioso fixo no espaço e sem submeter-se à clausura nem às armadilhas da erudição.
Num período em que o modelo feudal entrava em declínio e emergia a burguesia mercantil como grande força econômica, tentou ensinar, aos novos poderosos, a responsabilidade social e os perigos que trazia sua riqueza, e aos miseráveis as virtudes e possibilidades espirituais ocultas em sua condição desfavorecida e seu valor inalienável como filhos de Deus, mostrando a todos que a religião podia ser fonte de alegria e não causa de opressão, e apresentando novas alternativas de expressão para uma espiritualidade que estava num processo de transição, o qual se não fosse iluminado por seu exemplo de fraternidade e obediência estrita às instituições religiosas estabelecidas poderia resultar num beco sem saída ou na revolta cismática. Como observou Susan McMichaels, deve-se entender a renovação franciscana da vida religiosa de seu tempo dentro de parâmetros limitados, já que a Igreja Católica, mesmo nessa fase de mudança, ainda era a principal força social da Europa, tinha autoridade sobre reis e imperadores, e qualquer movimento excessivamente heterodoxo facilmente era condenado como heresia e seus membros ficavam sujeitos a um destino de perseguição e morte.

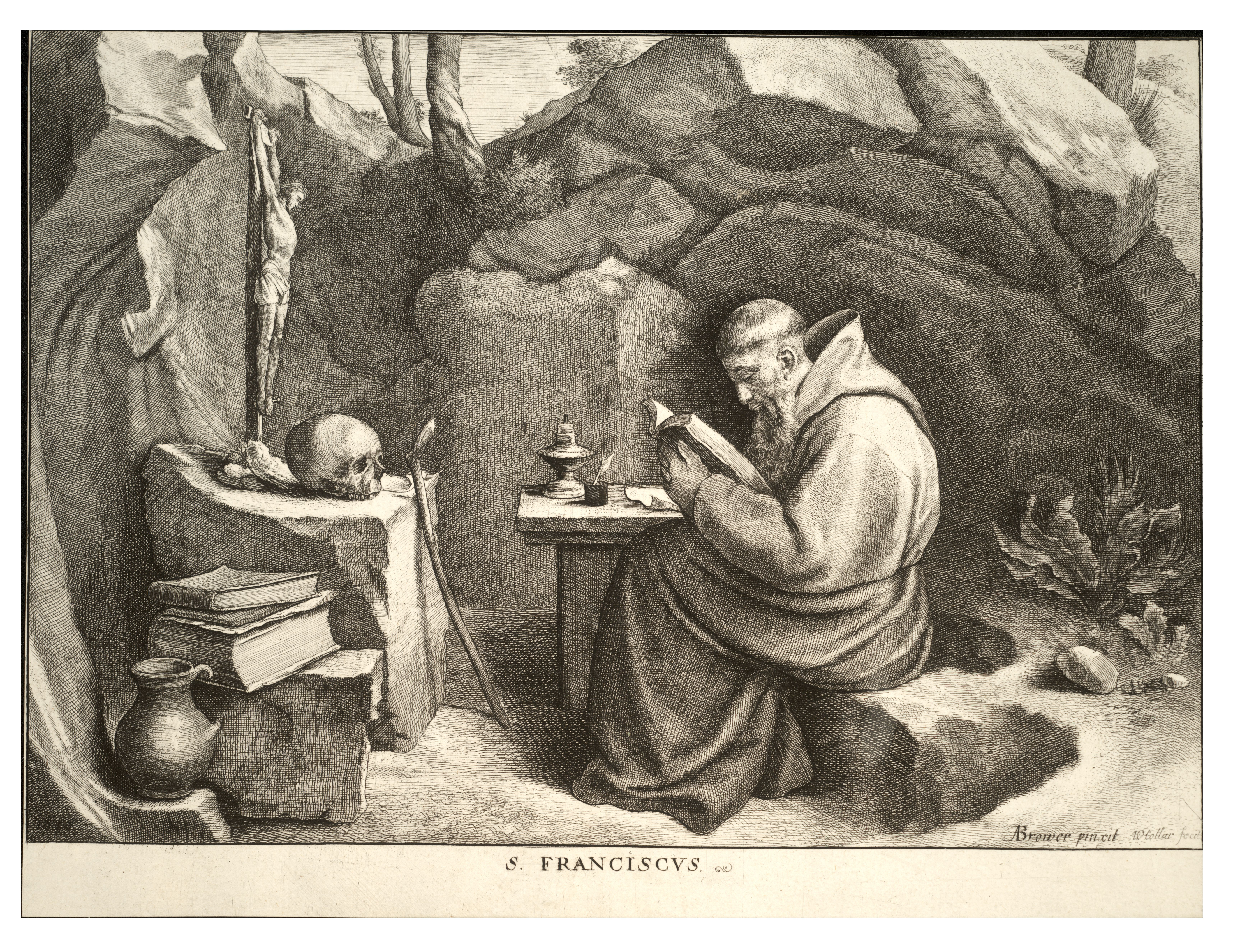
Wenzel Hollar: São Francisco em retiro, século XVII. Universidade de Toronto

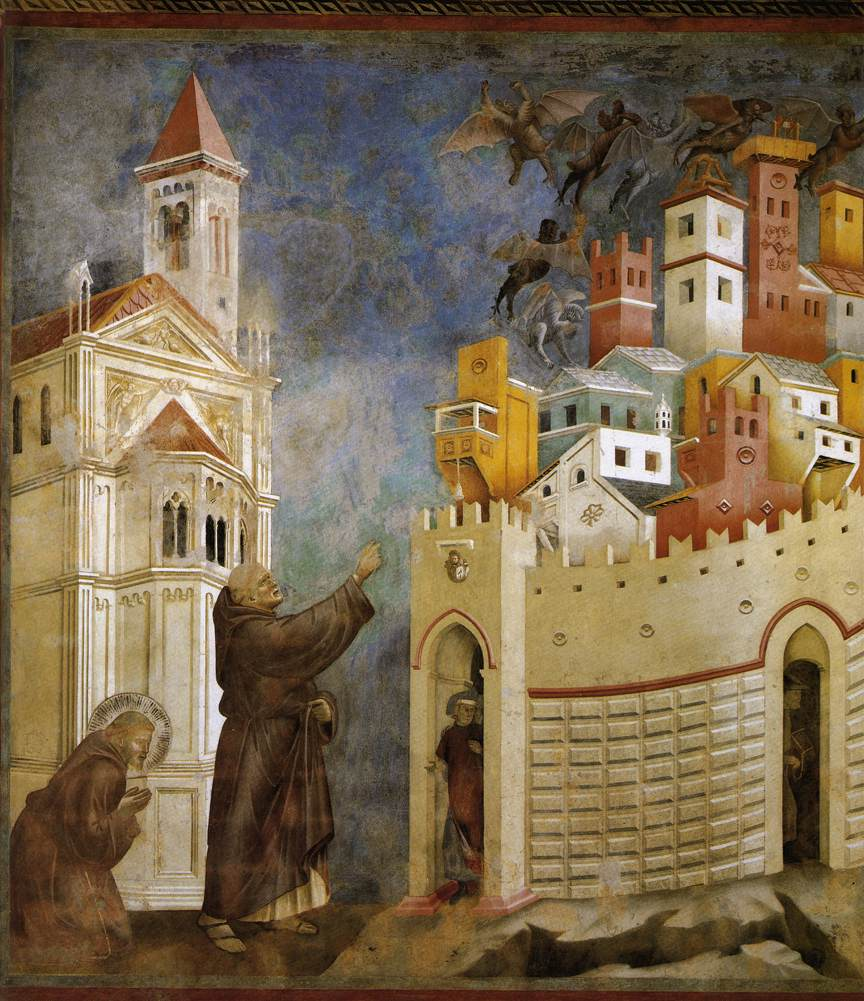
Giotto: Expulsão dos demônios de Arezzo, 1297-1299. Basílica de São Francisco de Assis, Assis

Por fim, ao estudar a biografia de um santo, a pesquisa moderna se depara constantemente com o problema de como encarar seus milagres e outros prodígios que se lhe atribuem. Roger Sorrell lembra que os relatos que envolvem o controle taumatúrgico das forças naturais e dos seres irracionais são frequentemente descartados hoje como fruto de alucinação, fantasia ou superstição, mas essa postura impede uma apreciação correta do ethos ascético e místico, e é irrelevante para o contexto histórico. Esse ethos envolvia a crença de que o mundo poderia ter sua harmonia restaurada através de uma vida de acordo com o mandamento divino. O antigo asceta Santo Antônio do Deserto dizia que a Criação era um livro onde se podia ler as palavras de Deus, e essa opinião era comum entre vários outros místicos. Nesse sentido, se o asceta estava em harmonia com Deus, se tornava possível um diálogo efetivo e inteligível com todo o mundo criado, e a natureza aparentemente hostil e muda para o homem comum se tornava amistosa e responsiva para o místico em comunhão divina.

Francisco de Assis se insere nessa longa linhagem de santos ascetas, taumaturgos e místicos; certamente estava familiarizado com as histórias dos santos antigos, pois a própria Assis dera nascimento a vários santos e mártires antes dele, e, leitor assíduo da Bíblia, em especial do Novo Testamento, devia também conhecer passagens que referem à integração entre as criaturas e o Criador, como na  Epístola aos Romanos I:20:
"Porque as coisas invisíveis, desde a criação do mundo, tanto o seu eterno poder, como a sua divindade, se entendem, e claramente se veem pelas coisas que estão criadas...", ou na  Primeira Epístola a Timóteo IV:4-5: "Porque toda a criatura de Deus é boa, e não há nada que rejeitar, sendo recebida com ações de graças. Porque pela palavra de Deus e pela oração é santificada".
Para o seu tempo, o milagroso era parte integrante da verdade corrente. Por outro lado, muitos dos fenômenos maravilhosos encontrados nas narrativas sobre a sua vida, se não eram explicáveis naquele tempo, poderiam sê-lo hoje, com a ressalva de que mesmo a ciência e a psicologia, por avançadas que estejam atualmente, ainda não são capazes de explicar todos os fenômenos naturais do mundo ou os da mente, e o problema permanece, pois, irresolvido.

## As fontes documentais primitivas e a historiografia moderna
Francisco deixou escritos, que apesar de poucos e sucintos são uma fonte de grande importância para o conhecimento de suas ideias e objetivos, mas ele não escreveu sua própria história e foi sempre muito avesso a relatar sua vida privada, tarefa que ficou para seus biógrafos. Diversos daqueles documentos são de autoria controvertida, e são-lhe atribuídos mais pela tradição do que por qualquer outro motivo, não havendo provas que os autentiquem. É o caso da famosa Epistola ad populorum rectores (Carta aos governantes dos povos) e o da Epistola ad fratrem Antonium (Carta ao Irmão Antônio de Pádua). O seu conteúdo, no contexto do pensamento franciscano mais reconhecido, é pouco congruente. A primeira é uma admonição apocalíptica, mas se a preparação para o Juízo Final era uma preocupação para Francisco, não há evidência de que ele o considerasse um evento iminente, como o texto da carta sugere. Quanto à segunda, a aprovação que faz do estudo teológico erudito não parece concordar com a marcada inclinação de Francisco para a simplicidade. Seja como for, sua autenticidade é um problema ainda em aberto. A Regula (Regra primitiva) da Ordem, que escreveu de próprio punho entre 1209 e 1210, teve seu original perdido, e a reconstituição que foi feita mais tarde é, assim, incerta, mas crê-se que trechos dela sobrevivam em pelo menos três fontes secundárias, o códice fragmentário da Catedral de Worcester, a Explicação da Regra escrita por Hugo de Digne entre 1245 e 1255, e a Vita secunda Sancti Francisci, de Tomás de Celano, além de ter sido a fonte básica para a elaboração da Regula non bullata (Regra não bulada) e da Regula bullata (Regra bulada). Também autógrafa é a Benedictio fratri Leoni data (Bênção ao irmão Leo), que está preservada na Basílica de Assis. Seu Testamentum (Testamento) deve ser autêntico, ainda que ditado a outrem, e nele ele faz uma apologia do trabalho cotidiano e manual, expressando o desejo de que todos os Irmãos trabalhassem como ele de forma honesta. Também parece estar fora de dúvida sua autoria do Cantico di frate Sole (Cântico do irmão Sol), que é uma bela demonstração de sua veia mística e também de seu talento poético, mas outros poemas que ele, segundo a tradição, escreveu em italiano, latim e francês, foram perdidos.
Suas Admoestações, uma coleção de 28 textos curtos, podem ter sido escritas a partir de suas próprias palavras, mas o texto em si muito provavelmente não é de sua lavra. O fragmento Audite, poverelle (Ouvi, pobrezinhas), escrito para as Clarissas, descoberto em 1976 em dois manuscritos do século XIV, parece ser autêntico, do mesmo modo que a Forma vivendi Sanctae Clarae data (Forma de vida para Santa Clara) e a Ultima voluntas Sanctae Clarae scripta (Última vontade para Santa Clara), que sobreviveram em cópias de Santa Clara inclusas em sua própria Regra. Também sobrevivem um punhado de cartas a destinatários diversos, orações e fragmentos vários, e embora sua autenticidade seja debatida e se encontrem registrados apenas em manuscritos posteriores, muitos desses textos são considerados originais. A vastamente popular Oração de São Francisco, a que inicia com as palavras Senhor, fazei de mim um instrumento de vossa paz..., não é de sua autoria, tendo sido escrita em 1913 e publicada em um magazine francês anonimamente.

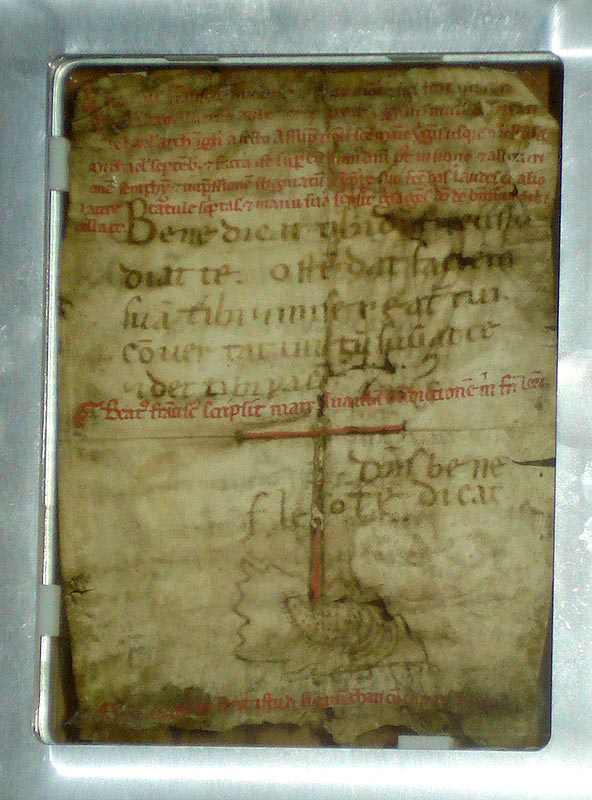
Carta autografa de S. Francisco para o Irmão Leo

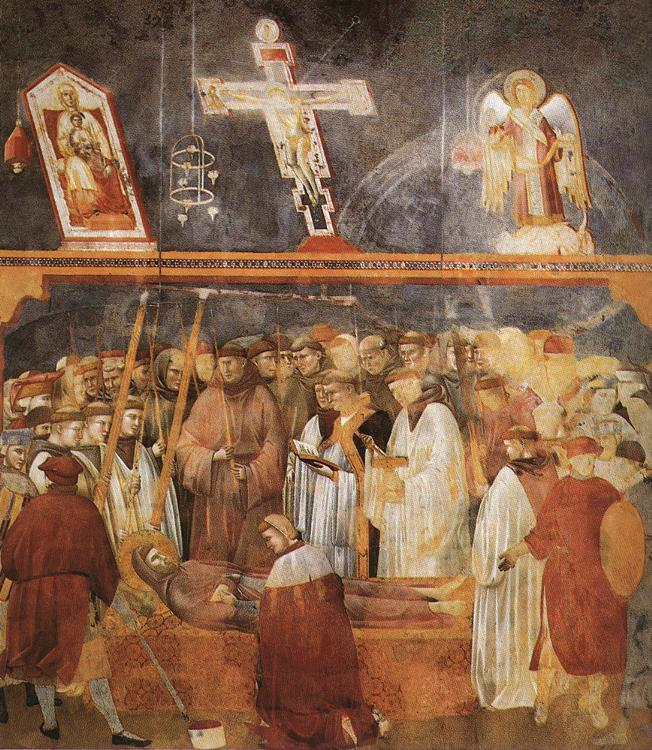
Giotto: A verificação dos estigmas de São Francisco após sua morte, 1297-1299. Basílica de São Francisco de Assis, Assis

A célebre Legenda maior Sancti Francisci (História de São Francisco, 1263), de São Boaventura, que sobreviveu em inúmeras cópias, não parece ser de muita utilidade. Apesar de ele a ter elaborado a partir de fontes de primeira mão, sua preocupação com a harmonização da comunidade franciscana e a ausência naquela época de métodos de referência científica fazem dela um relato excessivamente poético e fantasioso, quando não claramente parcial, da vida de Francisco. Se ela tem um lugar garantido na tradição piedosa e devocional, no estudo histórico acadêmico não sucede da mesma forma, e os peritos apontam nela uma série de contradições, a evidência de uma compilação seletiva de suas fontes e de um propósito de com ela criar uma imagem unificada e positiva da Ordem segundo a visão original de Francisco, numa época em que ela estava já agitada por dissidências internas e enriquecia a olhos vistos. Entretanto, essa Legenda se tornou canônica, já que em 1266 o Capítulo Geral da Ordem se reuniu e decidiu que os irmãos não deveriam ler nenhuma outra biografia que não essa, e determinou a destruição de todas as outras que se haviam escrito até então, o que causou a perda de muita documentação importante. No século XIV Bartolomeu de Pisa escreveu um novo relato biográfico, aprovado pelo Capítulo Geral em 1399 como sendo o mais veraz, mas esta obra é considerada pela crítica moderna literariamente medíocre e de pouco valor documental. Afortunadamente a partir do século XVII foram sendo encontradas cópias de outros documentos dados como perdidos, suprindo em parte a imensa lacuna deixada pela supressão de fontes antigas em 1266.
A Vita prima Sancti Francisci (Primeira biografia de São Francisco, 1228), de Celano, escrita a pedido do papa Gregório IX, foi resumida pelo autor em 1230 sob o nome de Legenda ad usum chori, mas apesar de ser uma obra de refinado estilo, ela padece também de parcialidade. Celano novamente foi chamado em 1244 para escrever uma versão ampliada da Vita prima, dando outras informações trazidas por frades que haviam conhecido bem a Francisco e integravam seu primeiro círculo de associados, como Rufino, Leo e Angelo, o que resultou na Vita secunda Sancti Francisci (1245). Esta nova versão foi concebida numa linha rigorista, sem enfatizar os milagres do santo e tentando oferecer uma visão de sua trajetória mais de acordo com a que ele mantivera em vida, de certa forma atendendo melhor ao critério de verdade histórica apreciado contemporaneamente. Mas a obra não teve especial aceitação na sua época, pois era grande o desejo de todos por narrações fantásticas e maravilhosas, de modo que mais uma vez Celano foi convocado ao trabalho, desta vez para escrever o Tractatus de Miraculis Sancti Francisci (Tratado sobre os Milagres de São Francisco), de 1253.
Outras fontes importantes são a Legenda trium sociorum (História dos três companheiros, 1246), anônima, uma compilação de material heterogêneo; o Actus beati Francisci et sociorum ejus (Atos do beato Francisco e seus companheiros, c. 1331-1337), de Ugolino de Montegiorgio, podendo incluir material original do Irmão Leo; o breve épico Sacrum commercium beati Francisci cum domina Pauperate (A sacra aliança entre São Francisco e a Senhora Pobreza, c. 1260 - 1270?), que deriva de um tema caro a Francisco; a coleção informal de episódios da vida de Francisco conhecida como I Fioretti di San Francesco (Florilégio de São Francisco, c. 1340), uma reelaboração livre do Actus que se tornou muito popular; o Speculum perfectionis (Espelho de perfeição, 1318, duas versões), o mais copiado depois da Legenda maior; a Compilação de Assis (1310-1312, com sua variante a Legenda perusina), e por fim a Legenda antiqua (História antiga), quase certamente de autoria do Irmão Leo. Existem ainda algumas outras fontes primitivas, mas em sua maioria são derivações dessas já citadas.
No final do século XIX, já dispondo de uma metodologia e de uma visão historiográfica mais científica e consistente, os estudiosos começaram um trabalho de revisão do material antigo disponível. O primeiro estudo nesses moldes foi publicado em 1894 pelo protestante Paul Sabatier, em sua Vida de São Francisco de Assis, e desde então eles se multiplicaram de forma abundante. No início do século XX toda a literatura biográfica e folclórica escrita em torno de Francisco nos séculos XIII e XIV que foi recuperada, foi compilada por eruditos franciscanos no Analecta Franciscana, de mais de 800 páginas, mas para os estudiosos modernos essas fontes primitivas, apesar de essenciais e incontornáveis, apresentam diversos problemas que as impedem de ser consideradas inteiramente fidedignas, principalmente pela incerteza sobre a datação da maioria delas, por suas contradições e imprecisões, por adornarem as passagens da sua vida com uma profusão de lendas maravilhosas cuja comprovação se faz muito difícil, e por muito frequentemente o retratarem apenas como um herói da fé, com escassa menção aos problemas que a Ordem enfrentava em sua morte e aos seus conflitos com a Igreja estabelecida, e colorindo seu caráter com apreciações carregadas de emocionalismo. Embora se acredite que não haja motivos importantes para se duvidar da pureza das intenções e da vida de Francisco, nem de sua importância para a história da religião Católica e para a devoção moderna, toda a substância dos relatos parece ser pouco objetiva.

## O legado de suas ideias e de seu exemplo de vida
A fama de santidade que granjeou em vida e perdura até os dias de hoje não decorreu de grandes manifestações de erudição religiosa, que jamais fez questão de possuir, e tampouco de seus milagres, que a tradição alega terem sido muitos e impressionantes, mas do seu exemplo de uma vida de completa dedicação ao próximo, dedicação que era animada por uma compreensão profunda, uma sinceridade espontânea, uma simplicidade autêntica em todas as coisas, qualidades banhadas de uma calorosa fraternidade, simpatia e caridade. Todos os seus primeiros biógrafos ressaltam esses aspectos de seu caráter, e por esses motivos sua figura é também admirada por muitos fora da esfera do Catolicismo. Na visão de seus contemporâneos ele era o mais perfeito seguidor de Jesus Cristo, e sua presença em qualquer cidade era sempre um acontecimento, enquanto seus irmãos eram tidos na mais alta estima por muitos prelados importantes e autoridades civis. Para Jacques de Vitry, bispo de Acre, sua aparição foi o consolo de um século corrupto, e na bula Mira circa nos de sua canonização foi descrito como aquele que entrou no céu "precedendo muitos dotados de ciência, ele que deliberadamente era sem ciência e sabiamente ignorante".
A despeito das críticas a que ele é ocasionalmente submetido, que o acusam de obscurecer a figura do próprio Jesus, e das dúvidas que às vezes surgem sobre sua sanidade mental em vista de seu caráter emocional arrebatado, suas oscilações entre extremos de intensa euforia quando falava de Deus e de profunda tristeza quando observava suas supostas fraquezas, sua imaginação exuberante e pelas constantes visões e revelações que alegava ter, para Kenneth Wolf sua enorme importância histórica e espiritual se confirma na abundante literatura devocional e erudita que é continuamente produzida sobre ele nos tempos recentes, e assinala que mesmo os acadêmicos laicos, por mais distanciados que procurem se manter de uma análise emocional e adulatória de sua vida e obras, acabam com frequência por reconduzi-lo ao pedestal de onde o baixaram para seus estudos científicos.

### As virtudes, a disciplina e o relacionamento entre os irmãos

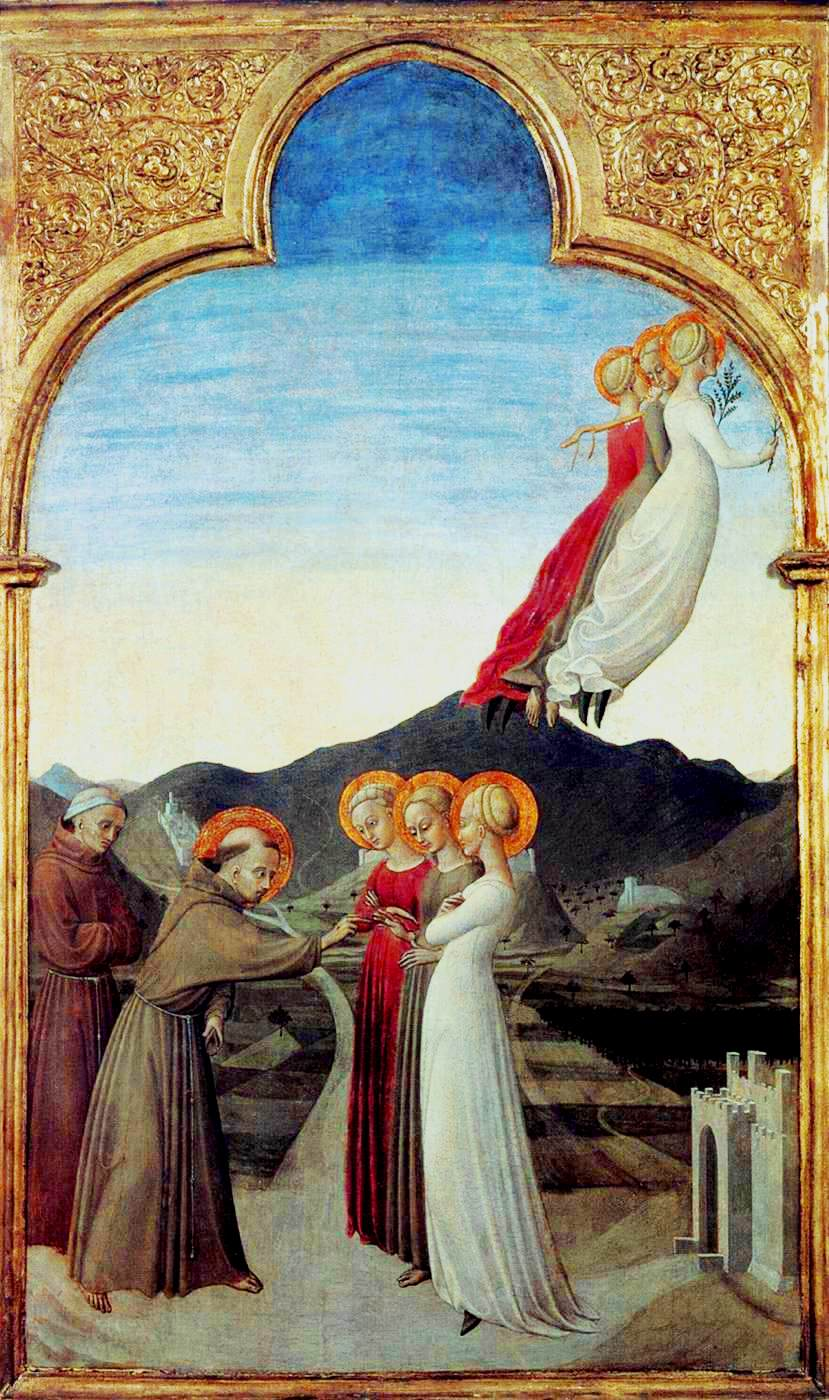
Sassetta: Casamento de São Francisco com a Senhora Pobreza, 1437-44. Museu Condé. (As duas outras figuras femininas representam a Obediência e a Castidade)

Para Francisco a pobreza, a "Senhora Pobreza" que ele costumava dizer ter desposado, não era um objetivo, mas antes um instrumento pelo qual se podia obter a purificação necessária para a habitação de Deus no interior de cada um e para a perfeita comunhão com o semelhante, metas frente às quais todas as outras considerações eram subordinadas. O outro instrumento privilegiado para isso era a imitação do exemplo de vida dado por Cristo nos Evangelhos, e para tanto a obediência era fundamental. Cristo fora pobre, e assim os irmãos também o seriam, e ela devia ser entendida por todos os seus companheiros não só como uma disciplina de ascetismo em si, mas como fonte de verdadeira graça e alegria.
Mas além da pobreza exterior, comandada expressamente na sua Regra primitiva, que proibia os monges até de andarem calçados e possuírem domicílio fixo, Francisco enfatizava a pobreza interior, entendida no despojamento de toda pretensão a aquisições intelectuais e mesmo morais e espirituais, consideradas como formas dissimuladas de obter domínio sobre os outros e como expressões de orgulho e individualismo. Por outro lado, Wolf aponta para alguns paradoxos em suas posições sobre a pobreza, e para ele parece claro que Francisco assumiu a pobreza neste mundo para ser investido de riquezas no céu. Além disso, o autor sugere que seu exemplo pouco fez para mudar a mentalidade de seus contemporâneos sobre a pobreza da população em geral ou para chamar a atenção para as vantagens da pobreza como um modo de vida, e ele parece ter-se tornado involuntariamente o destinatário da maior parte das esmolas e doações na Úmbria, cujos doadores estavam possivelmente mais interessados nos ganhos secundários que deviam advir do apoio a um grande e famoso santo, deixando os outros pobres, que não haviam escolhido voluntariamente sua própria pobreza, ainda entregues à própria sorte. Entretanto, Voegelin considera que foi uma escolha sábia ele ter buscado imitar antes a pobreza e os sofrimentos de Cristo, ou seja, o seu lado eminentemente humano, uma vez que a tentativa de imitá-lo em sua glória teria sido impossível. Fez, desse modo, o que estava dentro do alcance de um homem fazer diante de um modelo ideal que em sua natureza mais íntima era excessivamente transcendental para ser transposto para o mundo da vida objetiva.
Dentro das suas práticas de austeridade era dada atenção especial ao corpo humano, a quem ele chamou de "Irmão Burrico", pois ao mesmo tempo que ele era um inimigo e uma grande fonte de pecado, também era um instrumento para a salvação por ser o único veículo através do qual se podia levar a cabo todo o trabalho, e era ainda o campo de batalha onde se efetuava a luta espiritual, e por isso devia ser constantemente mantido sob estrita vigilância e disciplina férrea. Por outro lado, assim como Cristo suportara benignamente as grandes dores de sua Paixão, todas as aflições e doenças corporais deviam ser aceitas com paciência e alegria e encaradas como formas de purificação, o que incluía a resistência às urgências sexuais, preservando-se completa castidade, e aos apelos da gula e do desejo por confortos físicos. Mas também o corpo era visto como uma maravilha, uma das formas de expressão da bondade e da beleza de Deus, já que segundo as Escrituras o homem fora feito à imagem e semelhança da divindade, e seu corpo, depois de purificado, havia de ser o templo vivo do Deus vivo.

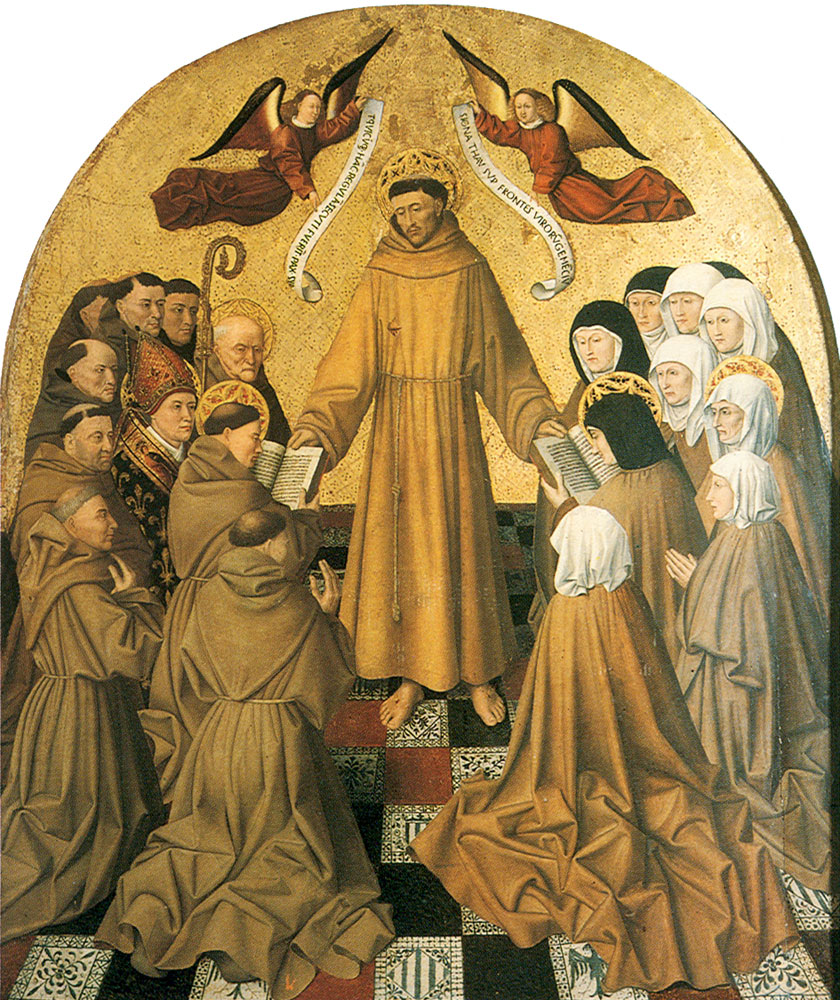
Niccolò Antonio Colantonio: São Francisco dando a Regra para as suas Ordens, c. 1440-1470. Museu de Capodimonte

Como administrador da Ordem era benevolente, exuberante e caloroso no trato, almejava uma observância voluntária da Regra e quando necessário exigia a obediência, mas com doçura, persuasão e humor; era brando no apontar as faltas de seus companheiros e perspicaz ao encontrar sempre o corretivo mais proveitoso, estimulava a independência, a sinceridade e a criatividade dos irmãos, fomentava a harmonia entre todos e contraindicava grandes exercícios de ascese; era rigoroso sobretudo consigo mesmo, imaginando sempre novas formas de autonegação, impondo-se inúmeras mortificações e penitências por deslizes mínimos, e acusando-se repetidamente de fraqueza e indignidade e uma multidão de vícios que só ele percebia em si.
Dos leigos, que não haviam feito votos sagrados, não esperava tanta disciplina, e Francisco em vez de denunciar e condenar seus hábitos, como faziam outras Ordens, buscava que as atividades do mundo não fossem suprimidas, antes, que fossem realizadas num espírito de reverência para com o Criador de todas as coisas, o que se estendia para a atividade sexual, mas a ser realizada preferencialmente dentro do estado conjugal. Apesar de prescrever aos irmãos que mantivessem distância das mulheres, não parece ter nutrido preconceitos contra elas; a separação de sexos nas Ordens religiosas era uma praxe, assim como o celibato, dessa forma a distância era uma medida de precaução contra as tentações da carne; além disso foi um grande devoto da Virgem Maria, parece ter mantido uma relação afetiva especial para com Santa Clara, vendo nela ainda uma liderança natural e uma continuadora de sua obra, e em seus escritos, bem como nos dos seus biógrafos, abundam referências a ele e aos irmãos como mães uns dos outros, como esposas de Jesus e como gestantes do espírito de Deus, numa simbologia reversa que era comum no seu tempo e não causava surpresa.
Entre os irmãos era proibida toda observação de hierarquia salvo para com os superiores indicados regularmente e para com o papa, mas eram obrigados a servir uns aos outros à primeira necessidade e sem questionamento, incluindo o dever de lavarem os pés uns dos outros como forma de praticar a humildade. Não deviam expressar críticas ou emitir julgamentos nem entre si nem dirigi-los para as outras pessoas, nem combater os heréticos, não podiam se envolver em querelas, nem devolver insultos ou agressões físicas. Ao contrário, deviam "ser meigos, pacíficos e despretensiosos, gentis e humildes, falando com todos educadamente". Francisco foi o primeiro na história do Cristianismo a chamar sua comunidade de fraternidade.
Depois de sua conversão alimentou sempre desconfiança contra os estudos eruditos, ele próprio recebeu em sua juventude uma educação medíocre e jamais foi ordenado sacerdote, não podendo celebrar a missa, permanecendo apenas como diácono por outorga especial de Inocêncio III, e alertou seus companheiros várias vezes para não se basearem em preceitos derivados de interpretações individuais de textos sagrados, mesmo aquelas emanadas do alto clero e dos doutores sacros. Considerava o texto da Bíblia impecável e inalterável, pois, de acordo com a tradição de sua época, fora ditado diretamente por Deus e não carecia assim que fosse corrigido ou parafraseado, e da mesma forma envidou esforços para que seus próprios escritos não fossem reinterpretados ou adulterados por terceiros - não obstante seus cuidados, sua Regra primitiva foi reformada várias vezes contra a sua vontade e seu Testamento, que havia sido dado como um complemento à Regra para ser lido sempre que a Regra o fosse, foi desautorizado pelo papa poucos anos depois de sua morte.
Dessa forma, sem estudos profundos, atendo-se literalmente à palavra escrita na Bíblia e observando à risca o ritual elaborado pela Igreja constituída, sua religiosidade, segundo Raoul Manselli, se colocava absolutamente numa dimensão originária do nível popular, como se podia esperar do povo comum de seu tempo e no seu caso de um filho de mercador, ainda que ela tenha sido extraordinariamente enriquecida com sua própria e intensa experiência do fenômeno religioso e com sua intuição pessoal - ou com o auxílio das revelações que recebia - para dar-lhe sentido prático, e foi essa sua contribuição adicional a uma tradição já estabelecida que deu originalidade para o movimento que ele iniciou.

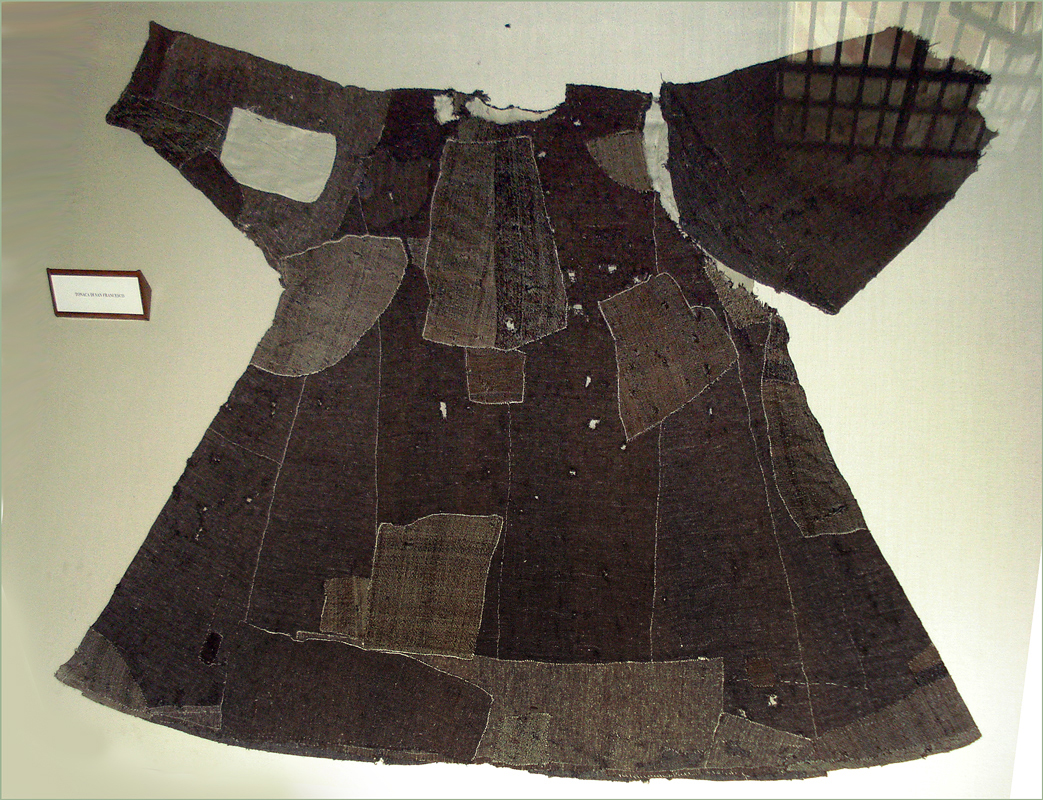
O hábito de São Francisco, todo remendado de trapos, preservado na Basílica de Assis

Sua insistência na pobreza total - não só individualmente, mas para a Ordem também - na simplicidade em tudo e no rigor da disciplina foi o maior foco de discórdia na consolidação interna de seu grupo, e foi vista pela comunidade laica de sua região como um elemento de subversão social; ainda em sua vida ela foi posta em xeque por seus irmãos e com ainda mais força pela alta hierarquia católica, que sentiu-se ameaçada na perspectiva de que a extrema pobreza franciscana fosse tomada como um sinal de pureza maior do que a da própria Igreja, e que isso fosse usado por aqueles que combatiam a corrupção do clero em detrimento da instituição. A exigência acabou por ser em muito atenuada, contra a sua vontade expressa, e menos de um século depois de seu falecimento a Ordem dos Franciscanos já era tão rica quanto as outras Ordens e muitos de seus membros haviam se tornado grandes doutores eruditos e ocupantes de importantes cargos na Igreja e nas universidades, com o resultado da perda de grande parte de seu carisma original e o surgimento de sentimentos de desilusão e cinismo em larga escala. Segundo a opinião de Kleinberg & Todd, a "domesticação" dos franciscanos e sua inserção definitiva no esquema monástico-clerical padrão foi um dos fatores que levaram a uma radical queda do prestígio da Igreja na Idade Média tardia, mas seu exemplo de fraternidade e de engajamento autêntico com a vida dos pobres tem presentemente um grande valor inspiracional para os teólogos da libertação em suas lutas políticas no Terceiro Mundo.

### Pregador e pacificador

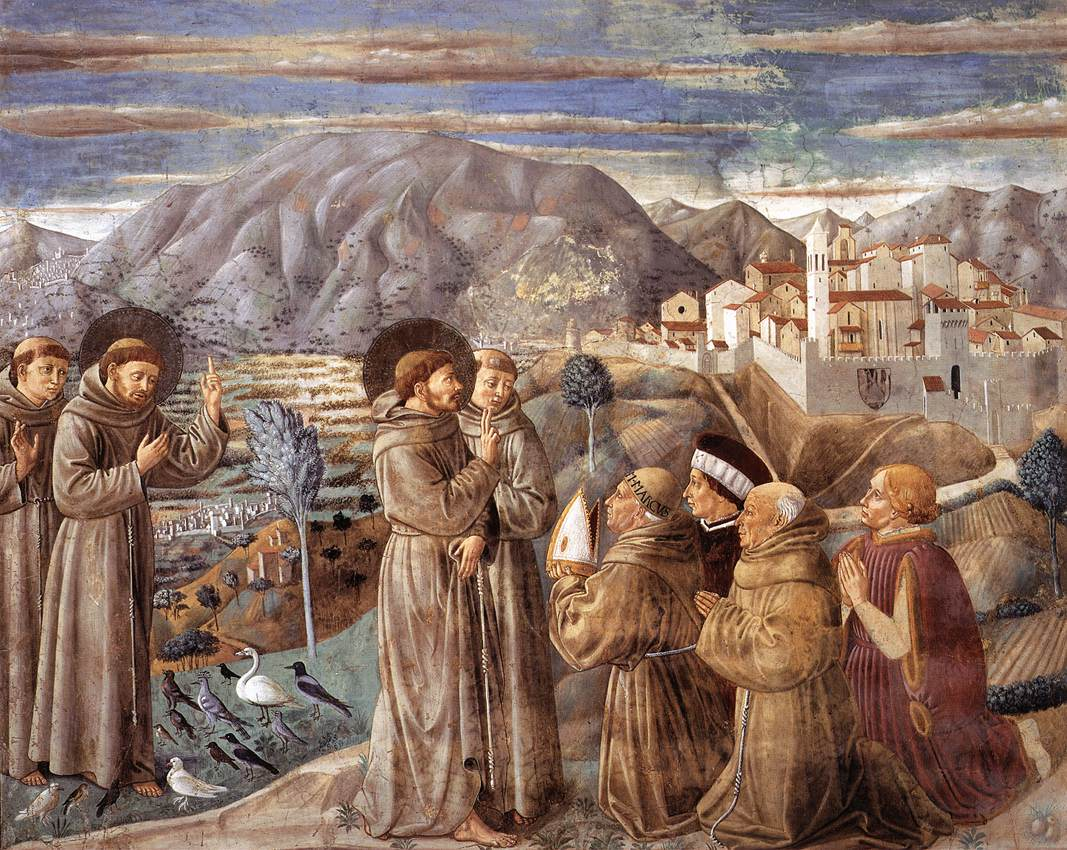
Benozzo Gozzoli: Pregação de São Francisco aos animais e aos homens, 1452. Convento de São Fortunato, Montefalco

Os testemunhos de época relatam que seu estilo de pregação era direto e simples, usando o vernáculo, longe da eloquência sacra de seu tempo, mas afirmam que sua sinceridade e compreensão das dificuldades da vida popular, sua habilidade em evocar imagens ilustrativas vivazes em pequenas parábolas ou histórias retiradas de suas experiências do cotidiano entre o povo, e sua capacidade de apresentar a doutrina cristã de forma inteligível, faziam que seu discurso tivesse um efeito persuasivo profundo. Também fazia uso do humor e de uma atuação que tinha muito de teatral, a fim de que a mensagem se fizesse mais acessível e atraente, e usualmente solicitava permissão da autoridade religiosa local para iniciar sua fala ao povo. Às vezes acompanhava a pregação com o canto de hinos sacros, alguns compostos em letra e música por ele mesmo, e chamava a si e seus irmãos de "os menestréis de Deus".
Sua paciência e bondade para com todos fizeram com que fosse procurado constantemente por pessoas de todas as posições sociais que iam a ele em busca de conselho e orientação, e a todos instruía na melhor forma de alcançar a salvação na condição em que se encontravam, regozijando-se em ver que suas palavras amiúde davam frutos positivos e que os costumes se iam reformando gradualmente. No florido estilo de sua Vita prima Celano afirma que em virtude de sua presença e atuação em pouco tempo toda a Úmbria se havia transformado, e se tornara um lugar mais aprazível. Francisco desejava acima de tudo que os irmãos pregassem através do exemplo pessoal, conseguido na imitação do exemplo de Cristo, e o modelo monástico que ele implementou representa uma transição entre o monasticismo medieval enclausurado e as novas formas de vida apostólica que mais tarde se consolidaram, mais abertas para o mundo exterior e mais dedicadas ao serviço prático para com os necessitados, e fez essa reforma sem jamais ter pretendido ser um reformador. Outra de suas contribuições foi a de enfatizar a paz, a tolerância, o respeito e a concórdia, tendo a convicção de que os irmãos deviam ser pacificadores, o que deixou expresso em vários escritos e foi repetido por seus biógrafos. Mesmo nas missões que enviou para entre os muçulmanos fez recomendações para que os missionários mantivessem uma postura de respeito para com as manifestações da divindade em todos os credos, se sujeitassem às leis civis locais e evitassem se envolver em disputas teológicas. Ele pessoalmente conseguiu a paz em vários conflitos internos nas cidades italianas de Arezzo, Peruggia, Siena, Gubbio e Bolonha, e pouco antes de morrer, já gravemente enfermo, fez a paz entre o bispo e o poder civil em Assis, o que não deixa de ter conotações simbólicas, apontando para seu perene desejo de reconciliação entre a religião e o mundo profano.
Como Cristo recomendara a seus apóstolos que em cada casa em que entrassem dissessem "Que a paz do Senhor esteja nesta casa", usualmente Francisco costumava iniciar e terminar suas prédicas com a proclamação da paz. A seus próprios seguidores, Francisco dissera: "Assim como anunciais a paz pela boca, estejais certos de que a paz esteja em vossos corações". A saudação Pax et bonum (Paz e bem), que usava frequentemente, se tornou mais tarde o lema da sua Ordem e também da cidade de Assis. Em 2002 o papa João Paulo II presidiu uma cerimônia em Assis que reuniu duzentos líderes de vinte e quatro religiões para que fosse celebrado um Dia Internacional de Preces para a Paz no Mundo. Foi elaborado o documento O Decálogo da Paz de Assis e enviado para todos os Chefes de Estado do mundo, e no encerramento da cerimônia todos trocaram o beijo da paz enquanto era cantado o Cântico ao irmão Sol.

### O místico

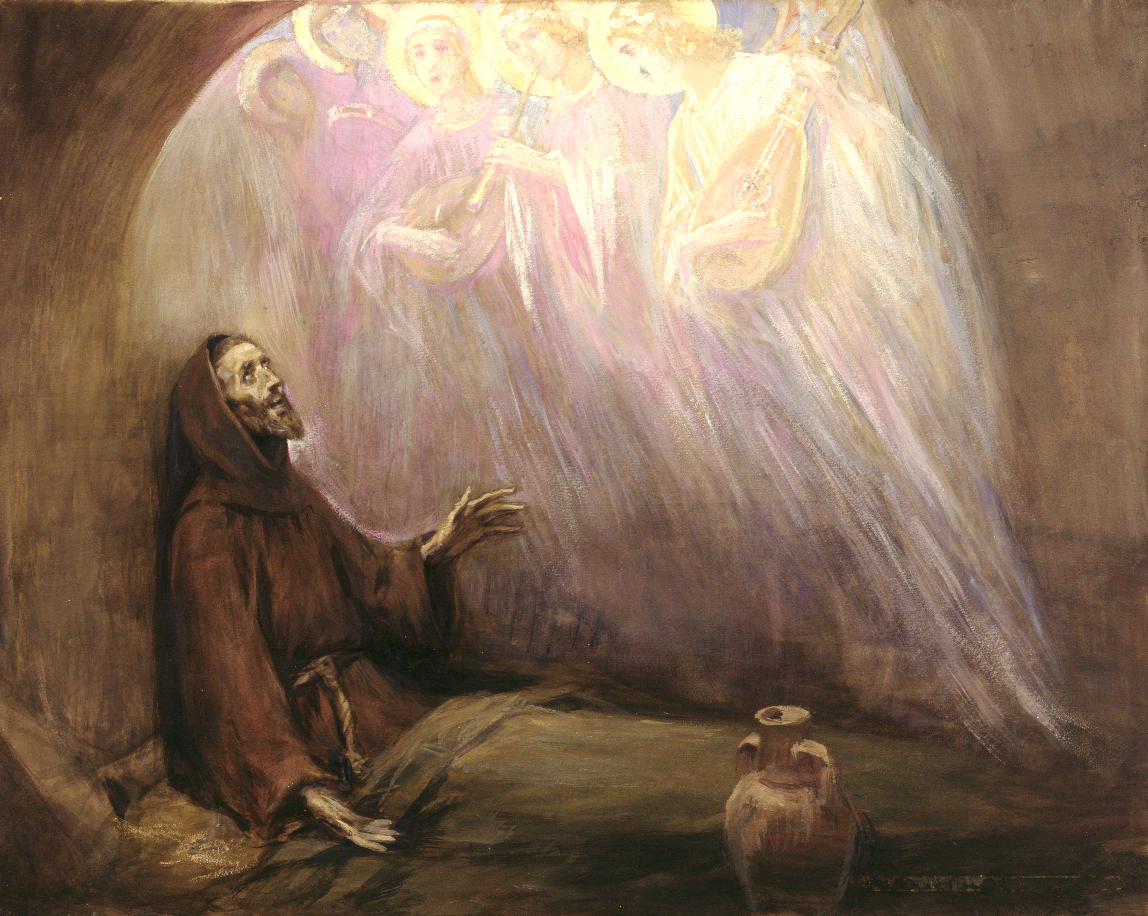
Francisco de Assis, pintura de José Benlliure y Gil

Segundo Bernard McGinn, o elemento místico no cristianismo é aquela parte da crença e das práticas que preparam e conscientizam o indivíduo para aquilo que pode ser descrito como a presença imediata e direta de Deus, mas, para Paul Lachance, o misticismo pessoal de Francisco, parte tão proeminente de sua vida, até há pouco tempo vinha sendo estudado quase apenas a partir das biografias escritas sobre ele e das numerosas lendas criadas a seu respeito, com pouca atenção ao que ele mesmo expressara em seus escritos ou fora registrado a partir de suas próprias palavras - até onde é possível considerar a documentação a ele atribuída como autêntica. Mesmo na tradição cristã, que o considera um santo, poucas vezes ele é descrito como um místico, e esse silêncio também se deve ao fato de que o estudo de sua experiência interior é extremamente difícil, pois ele poucas vezes falou diretamente no assunto e seus escritos dão apenas indicações indiretas. Nisso ele seguiu na contramão da tendência de seu tempo entre as outras Ordens religiosas, cuja literatura é muito mais abundante e explícita a esse respeito, e seu modo de ser estava muito mais relacionado com o dos cristãos primitivos, dos primeiros padres do deserto e dos patriarcas do oriente, para quem as revelações autobiográficas eram coisa estranha. Um dos documentos que dão uma primeira ideia sobre sua visão sobre a divindade é a própria Regra Primitiva, o seu primeiro credo expresso em sua pureza, a qual, embora perdido seu original, crê-se que sobreviva em fragmentos dispersos entre vários manuscritos. Nesses trechos, Deus é mostrado como criador, redentor e salvador, fonte de todo o bem, e essência e objetivo último de todo ser, sendo, na descrição de Francisco, "uno, sem início e sem fim, imutável, invisível, indescritível, inefável, incompreensível, insondável, bendito, digno de louvor, glorioso, exaltado nas alturas, sublime, altíssimo, gentil, amável, deleitável e totalmente desejável acima de tudo para sempre". Sua atitude diante desse Deus "onipotente, santíssimo, altíssimo e supremo" era de completa sujeição e entrega, movidas por um desejo intenso de "amar, honrar, adorar, servir, louvar e bendizer, glorificar e exaltar, magnificar e agradecer". Essas cadeias de adjetivos entusiásticos são comuns em todos os seus escritos, e evidenciam que, para Francisco, Deus era, essencialmente, inapreensível e maravilhoso sob todos os aspectos, e não deixa de ser tocante o esforço que ele fazia para, pelo menos em parte, tentar descrever o que não podia ser descrito e menos ainda transmitido a outrem através de palavras.

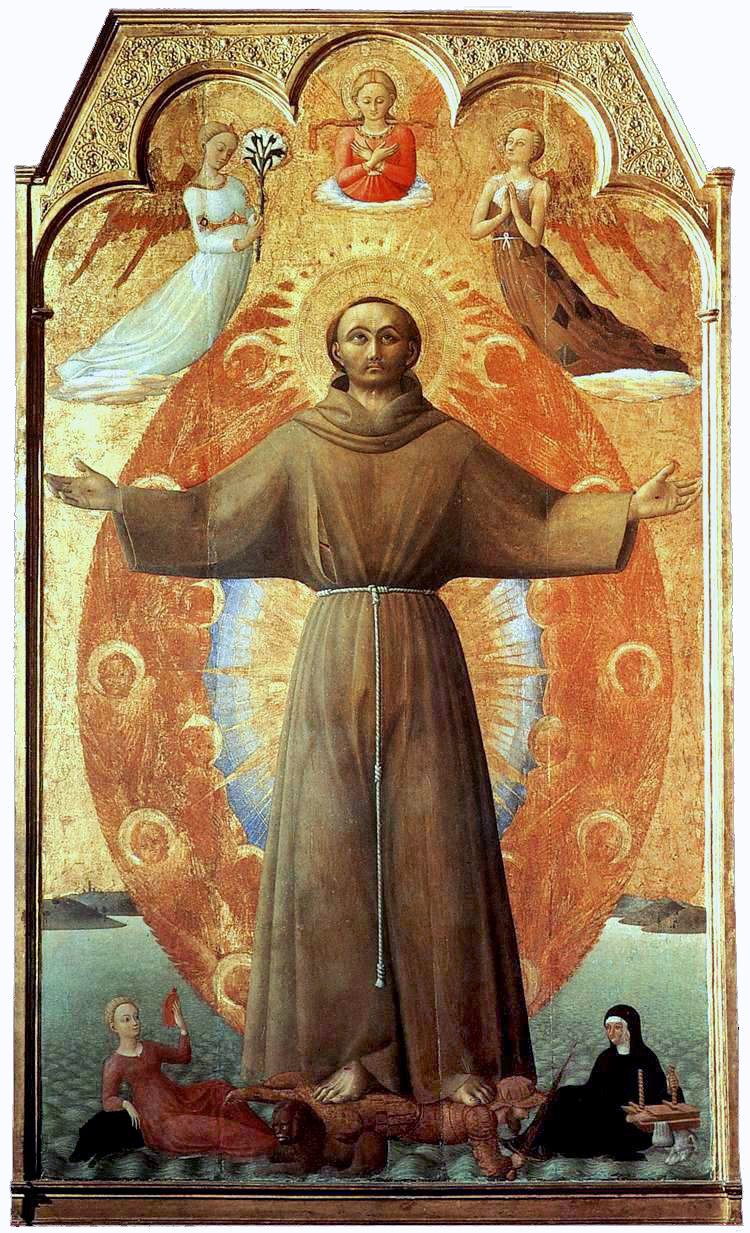
Sassetta: Êxtase de São Francisco, 1437-44. Coleção particular, Florença

Na Epistola ad Fideles II (Segunda carta aos fiéis), ele enalteceu o sacramento da Eucaristia, pelo qual tinha uma especial veneração em virtude de a hóstia consagrada ser, segundo o dogma católico, o próprio corpo de Cristo transubstanciado, dado aos homens como uma lembrança perpétua de si mesmo e como dádiva de seu amor, e enfatizou não tanto a simples imitação da vida e paixão de Cristo, mas sim a importância da habitação do Deus vivo no interior de cada um através da descrição dos benefícios recebidos por aquele que obtém esse prêmio:
"O Espírito do Senhor descansará sobre eles e fará neles habitação e morada. E serão filhos do Pai celeste, cujas obras fazem. E são esposas, irmãos e mães de nosso Senhor Jesus Cristo. Somos esposas quando a alma fiel se une a Jesus Cristo através do Espírito Santo. Somos certamente irmãos, quando fazemos a vontade de seu Pai, que está no céu. Somos mães quando o carregamos em nossos corações e corpos através do amor e de uma consciência pura e sincera; damo-lo à luz através de sua santa maneira de operar, a qual deve brilhar diante dos outros como exemplo. Oh, quão glorioso, quão santo e portentoso é ter um Pai no céu! Oh! como é santo ter um esposo consolador, belo e admirável! Oh, quão santo e quão adorável, prazeroso, humilde, tranquilo, doce, amável e desejável acima de todas as coisas ter tal Irmão e Filho, que deu sua vida por suas ovelhas e orou ao Pai por nós dizendo: 'Pai santo, guarda em teu nome os que me deste' !"
Mesmo dando essas descrições indiretas de suas experiências místicas, em nenhum de seus escritos ele as descreve objetivamente, e coube aos seus biógrafos fazerem extrapolações e descrições mais vívidas, cuja veracidade fica sempre sujeita ao imponderável da interpretação alheia. Entretanto, em vários pontos desses documentos posteriores, parece sobreviver, discernível através da ornamentação literária, um reflexo autêntico de como apareceram para ele suas visões e êxtases, ou como suportou os frequentes ataques de seres demoníacos, tais como se narra nos Fioretti, do qual um fragmento já foi exposto antes e que descreve o abismo que ele via entre a magnificência de Deus e sua pessoa miserável.
De qualquer forma, suas contemplações frequentemente revolviam em torno de trechos da Paixão que lia nos Evangelhos, e nesse sentido ele deu nascimento a uma nova forma de misticismo, o "misticismo Cristomimético" ou de imitação de Cristo, que Ewert Cousins chamou de "misticismo do evento histórico", que consiste na lembrança de um evento significativo do passado, na entrada em seu conteúdo dramático e na extração a partir dele de uma energia espiritual que eventualmente transporta o contemplador além do evento para a união com Deus. Sua própria estigmatização foi o corolário desse modo de meditar, e depois dele foi muito explorada por outros místicos como São Boaventura e Santa Clara, e mais uma multidão de outros nos séculos seguintes.
Por fim, o outro aspecto importante a ser analisado no seu misticismo é sua intensa e amorosa relação com a natureza, relação que o tornou modernamente em um patrono dos animais e do meio ambiente. Este aspecto é um dos que mais acusam a originalidade de sua concepção de mundo em relação ao contexto de seu tempo. Embora muitas características de seu misticismo não fossem novas, sendo encontradas nas vidas de vários líderes espirituais anteriores, outras eram inéditas até ali - sua relação direta, pessoal e familiar com todos os elementos constituintes da Criação, sua ênfase no caráter beneficente e não neutro ou ambivalente de todas as coisas e seres do mundo natural, sua exortação literal, e não alegórica, a animais, plantas e objetos inanimados para que servissem e louvassem a Deus, sua proposta de que se criasse legislação para que o povo alimentasse as aves selvagens no inverno no mesmo espírito em que davam esmolas aos pobres, e a inclusão de animais na celebração da missa. Para Francisco, toda a Criação estava intimamente interconectada, e para ele era fácil transitar de um nível espiritual para outro e apreciar os múltiplos significados que extraía de sua leitura do "livro da natureza". Eric Voegelin pensa que foi por descobrir e aceitar os mais baixos estratos da Criação como partes do mundo dotadas de significado e dignidade inerentes que ele se tornou uma das figuras mais importantes da história ocidental.

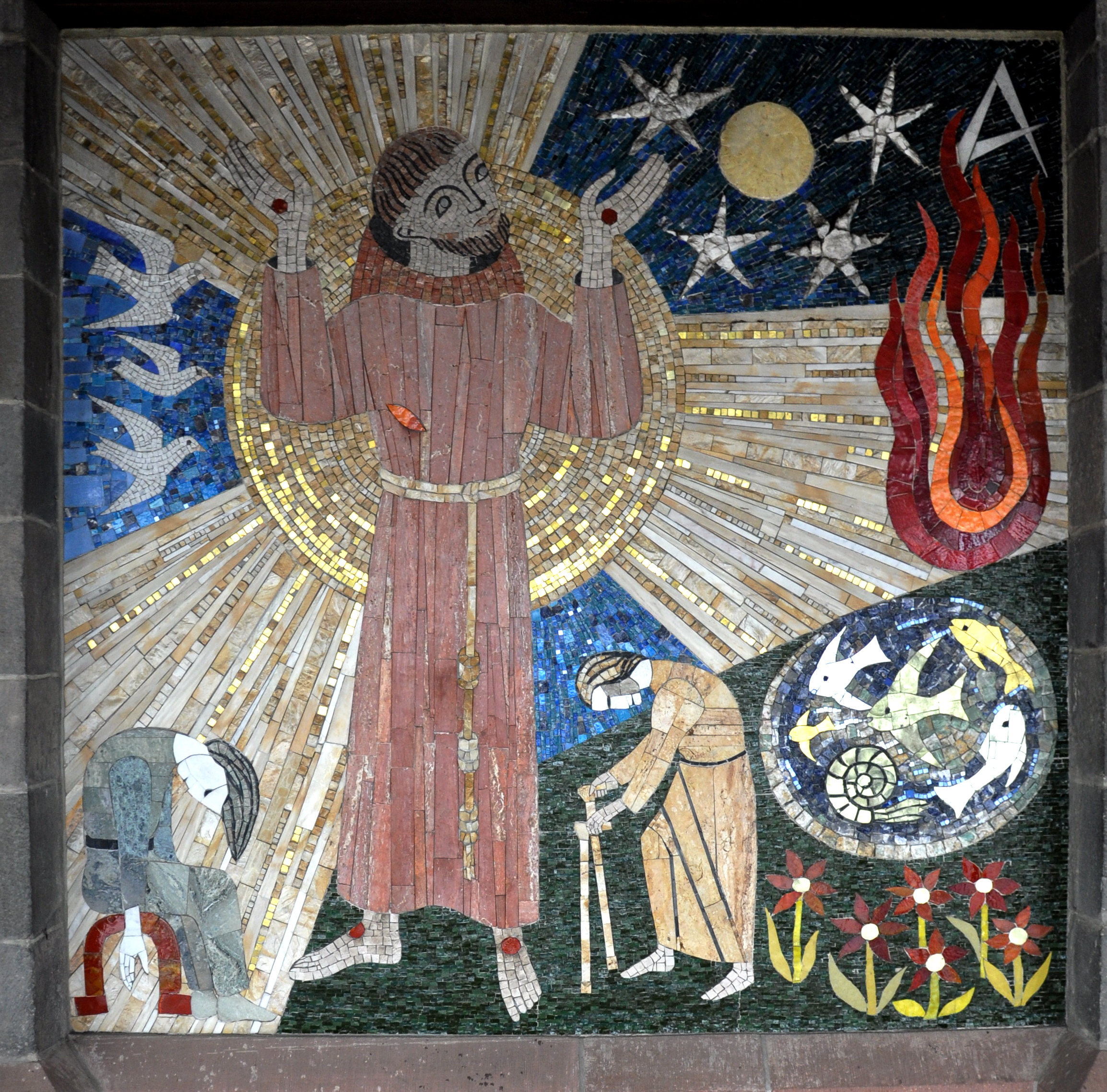
Mosaico de Maria Ludgera Haberstroh na Igreja de Nossa Senhora, em Frankfurt, ilustrando o Cântico das Criaturas

Essa forma de ver o mundo ficou expressa com clareza no seu Cântico ao irmão Sol, ou Cântico das Criaturas, onde chamou os ventos, o sol, a lua, o fogo e outros elementos do mundo natural de irmãos e convidava a todos celebrarem juntos a maravilha do mundo e servirem com alegria o seu autor. Neste poema, que, além de possuir altas qualidades estéticas, marcou o nascimento da literatura vernacular italiana, ele deu um testemunho ao mesmo tempo de sua visão integrada da realidade e do amor que sentia por ela, o que transparece ainda em diversos relatos posteriores de seus biógrafos e nas inúmeras histórias onde os animais estão presentes como coprotagonistas, sempre tratados como irmãos e não raro doutrinados como se fossem pessoas, aproximando-se dele espontaneamente mesmo quando selvagens e dando sinais de compreenderem suas palavras ao obedecerem suas instruções, e nas que contam como andava reverente sobre as rochas ou admirava as flores cheio de júbilo, ou quando defendeu as árvores recomendando aos lenhadores que não cortassem seus troncos muito embaixo, a fim de que elas pudessem renascer.
O Cântico também sintetiza o significado profundo e a função essencial da prece para Francisco, o de sempre glorificar a Deus e abençoar o mundo pela palavra e pelo trabalho. A natureza para ele era digna de apreço e admiração porque era uma expressão da divindade onipresente. Mas, para Leonardo Boff, essa admiração não foi a causa central que o levou a reordenar e purificar sua consciência, mas sim o resultado desse processo, e diz: "Quem quer que tente imitar romanticamente São Francisco em seu amor pela natureza sem passar pelo ascetismo, pela autonegação, pela penitência e pela cruz há de cair na mais profunda das ilusões". Complementando essa ideia, numa leitura psicológica de sua vida, McMichaels vê sua experiência pessoal de um Deus imanente, numa época em que a divindade era concebida apenas como transcendente, como um auxílio para que o homem contemporâneo possa transformar positivamente sua própria concepção de mundo, uma concepção cada vez mais desafiada por novas descobertas acerca da natureza última da matéria, do tempo e do espaço, e do poder das forças do inconsciente, e a compara a um processo bem-sucedido de individuação por ter se baseado num senso de responsabilidade pessoal e social, por ter compreendido e aceitado a necessidade da luta, da dor e do esforço pelo aperfeiçoamento, e por dar origem a um corpo de valores coletivos integradores.

## Lista de escritos a ele atribuídos
Esta listagem é a que consta no portal da Província dos Capuchinhos de São Paulo, Brasil. Vários deles têm autenticidade controvertida, e alguns documentos cuja existência foi registrada em outras fontes mas cujo texto não sobreviveu não foram incluídos.

### Regras
| - Regula (apenas fragmentos) - Regula non bullata (Francisco e outros) - Regula bullata (Francisco e outros) | - Forma vivendi Sanctae Clarae data - Ultima voluntas Sanctae Clarae scripta - Testamentum |  |

### Admoestações
| - De corpore Domini - De malo propriae voluntatis - De perfecta obedientia - Ut nemo appropriet sibi praelationen - Ut nemo superbiat, sed glorietur in cruce Domini - De imitatione Domini - Ut bona operatio sequatur scientiam - De pecato invidiae vitando - De dilectione | - De castigatione corporis - Ut nemo corrumpatur malo alterius - De cognoscendo spiritu Domini - De patientia - De pauperate spiritus - De pace - De munditia cordis - De servo dei humili - De compassioni proximi - De humili servo Dei | - De bono et vano religioso - De inani et loquaci religioso - De correctione - De humilitate - De vera dilectione - Item de eodem - Ut servi Dei honorent clericos - De virtute effugate vitiam - De abscondendo bono ne perdatur |

### Cartas
| - Epistola ad quendam ministrum - Epistola ad fideles - Epistola ad fideles (II) - Epistola ad custodes | - Epistola ad custodes (II) - Epistola ad clericos (Recensio prior) - Epistola ad clericos (Recensio Posterior) - Epistola toti ordini missa | - Epistola ad fratrem Leonem - Epistola ad fratrem Antonium (Epistola ad Sanctum Antonium) |

### Orações e cânticos
| - Oratio ante Crucifixum dicta - Exhortatio ad laudem Dei - Laudes ad omnes horas dicendae - Incipiunt psalmi | - Expositio in Pater Noster - Benedictio Fratri Leoni data - Laudes Dei Altissimi - Salutatio Beatae Mariae Virginis | - Salutatio Virtutum - Canticum Fratris Solis vel Laudes Creaturarum - Audite, poverelle |

### Fragmentos diversos
| - Benedictio fratri Bernardo data - Testamentum Senis factum | - De vera et perfecta laetitia - Super his autem |  |

## Representações e homenagens
Francisco apreciava a arte e a considerava um instrumento útil no cultivo da devoção. Já foi visto como ele e seus irmãos usaram a música, a poesia e as encenações em suas pregações, queria que as igrejas fossem bem adornadas em honra ao corpo de Cristo que continham, e os franciscanos se tornaram mais tarde incentivadores de uma arte que fosse imediatamente acessível ao povo. Desde sua morte ele foi representado inúmeras vezes na pintura e na escultura, da cultura erudita ou popular, apareceu na literatura ficcional e inspirou diversos músicos importantes. Entre as criações musicais pode-se destacar:
- Cantico del Sol di Francesco d'Assisi (1862, 1880-81, várias versões); e St. François d'Assise: La Prédication aux oiseaux (piano, 1862-63), de Franz Liszt;[85][86]
- Fioretti (voz e orquestra, 1920), de Mario Castelnuovo-Tedesco;[87]
- San Francesco d'Assisi (cantata para solistas, coro e orquestra, 1920-1921) de Gian Francesco Malipiero;[88]
- Saint François d'Assise (1975-83, ópera) de Olivier Messiaen.[89]

Como personagem de romances ou livros de poesia, apareceu em:
- Sant Francesc (1895), de Jacint Verdaguer;[90]
- Saint Francis of Assisi (1923), de Gilbert Keith Chesterton;[91]
- Saint Francis (1962), de Nikos Kazantzakis,[92] entre muitos outros.

No cinema foi protagonista em:
- The Flowers of St. Francis (1950) de Roberto Rossellini e Federico Fellini;[93]
- Francis of Assisi (1961) de Michael Curtiz;[carece de fontes?]
- Francesco d'Assisi (1966) de Liliana Cavani;
- Brother Sun, Sister Moon (1972) de Franco Zeffirelli;[94]
- Francesco (1989) de Liliana Cavani;[carece de fontes?]
- Chiara e Francesco (2007) de Fabrizio Costa.[95]

Assis é naturalmente o maior centro de romaria franciscana do mundo, mas seu santuário do Monte Alverne também é muito visitado. O município de Canindé no estado do Ceará, é o maior foco para as romarias franciscanas no Brasil, atraindo 2,5 milhões de romeiros anualmente, onde foi erguida uma estátua do santo medindo 30,25 metros de altura. Francisco foi ainda escolhido padroeiro de grande quantidade de templos, asilos, escolas e outras instituições em todo o mundo, bem como se tornou nome de rios (Rio São Francisco) e cidades (San Francisco nos Estados Unidos, São Francisco de Assis e São Francisco de Assis do Piauí no Brasil, entre muitas outras).

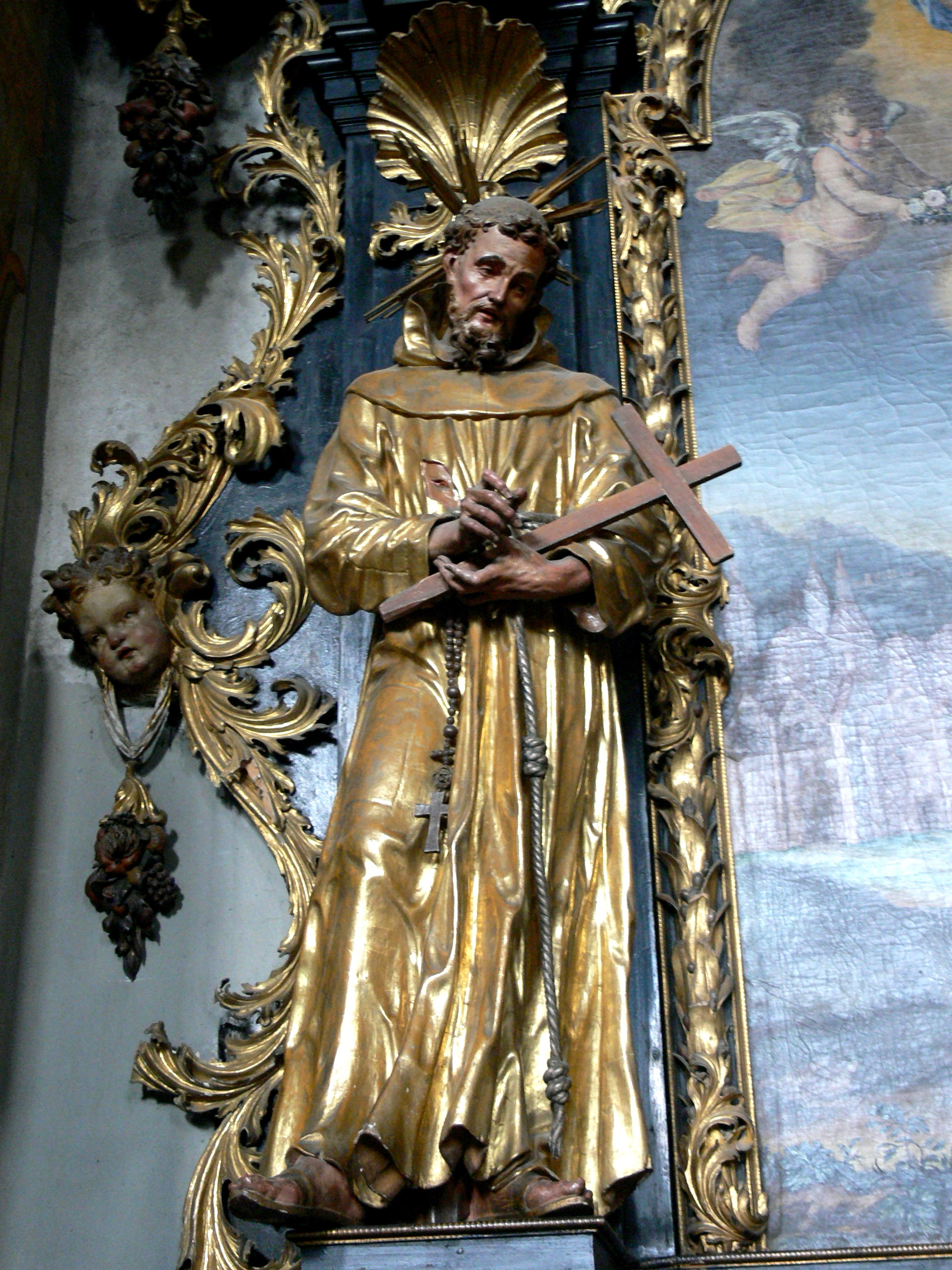
Johann Meinrad Guggenbichler, 1706. Igreja paroquial de Sankt Wolfgang im Salzkammergut
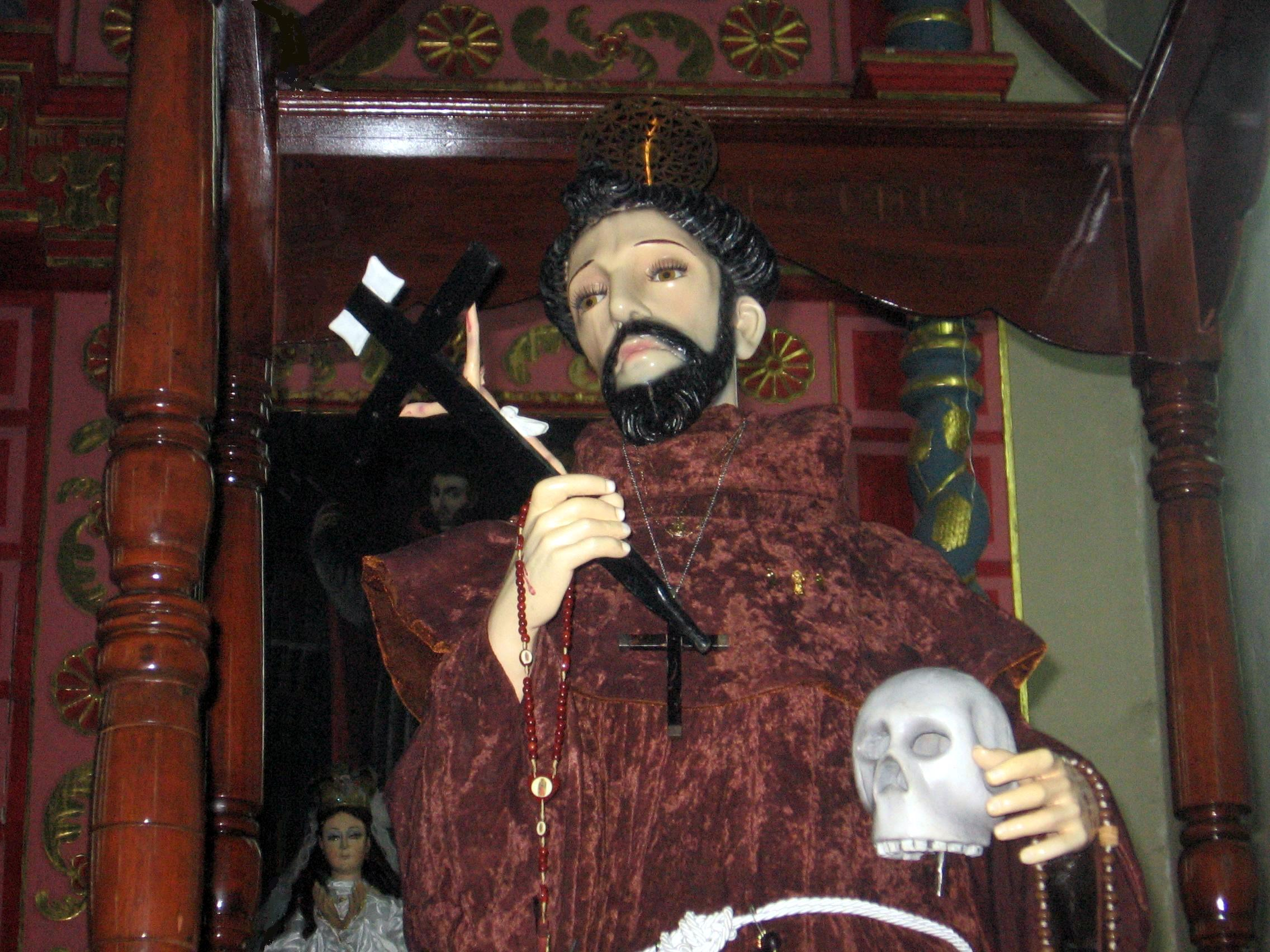
Anônimo, Telchac Pueblo
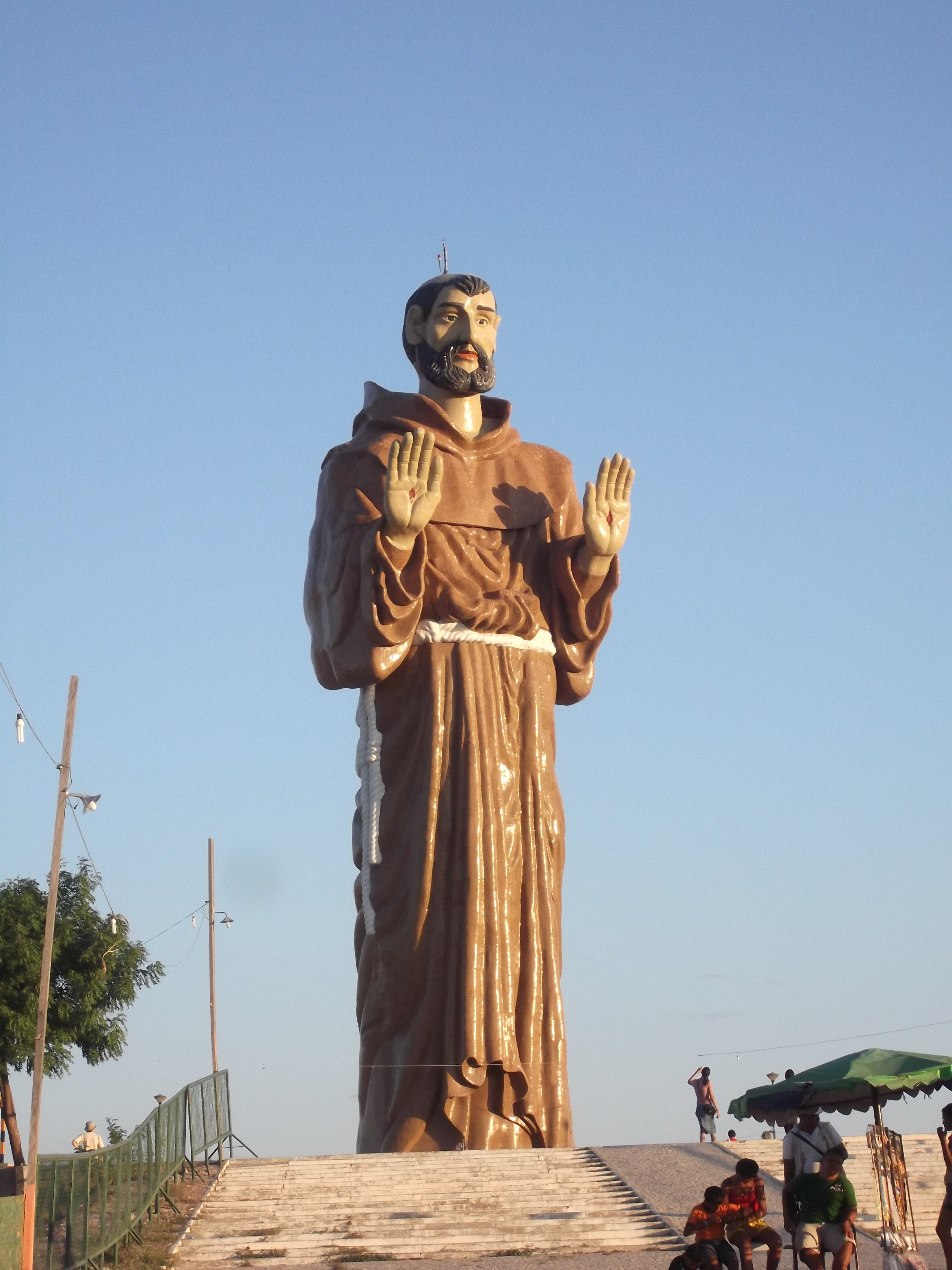
Estátua gigante em Canindé,  Brasil
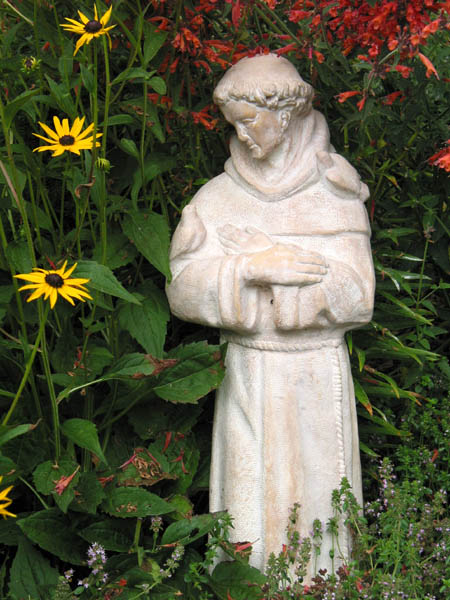
Anônimo popular
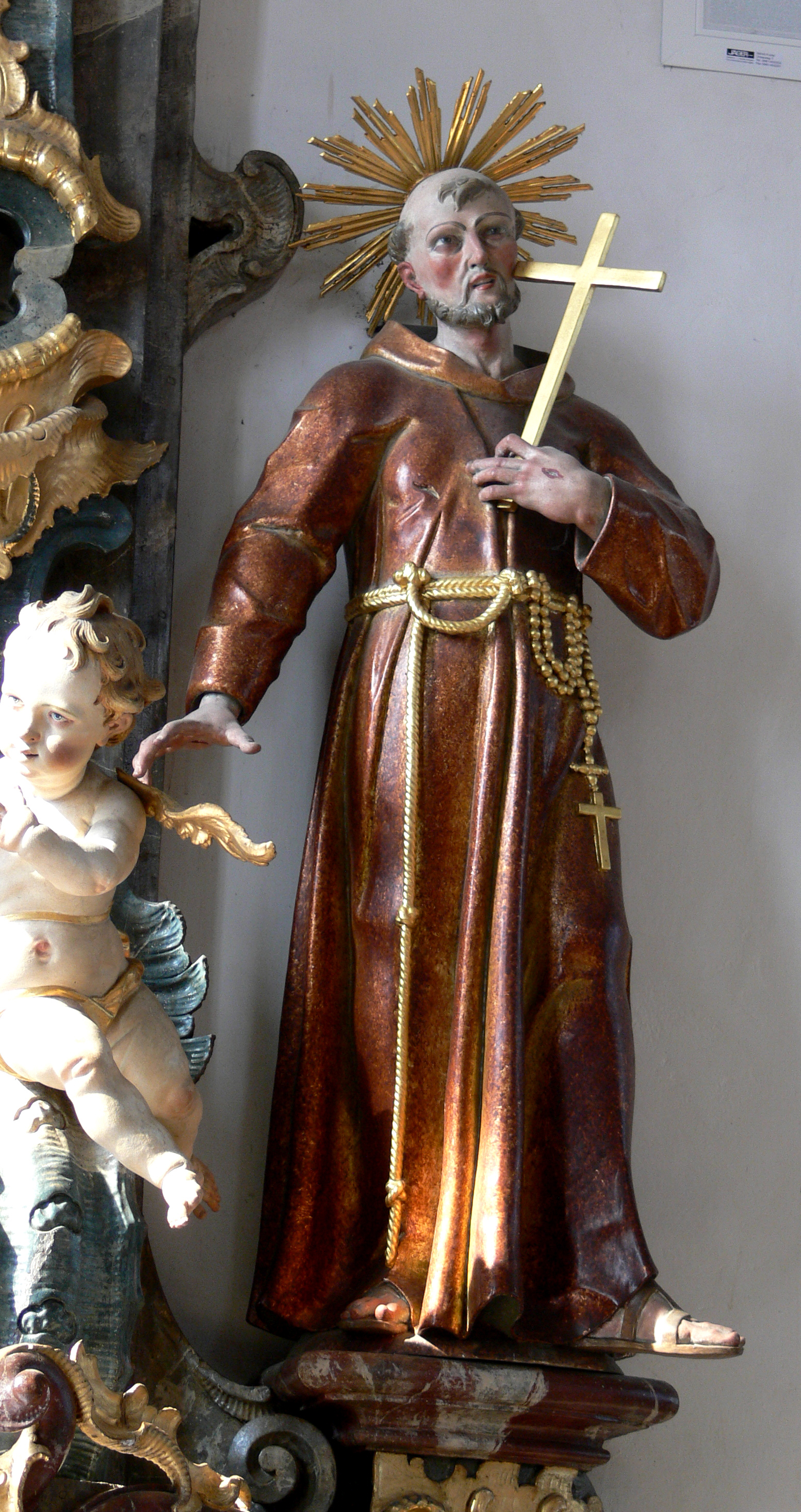
Johann Michael Hegenauer, 1764/1765. Igreja de Nossa Senhora do Carmo, Meersburg
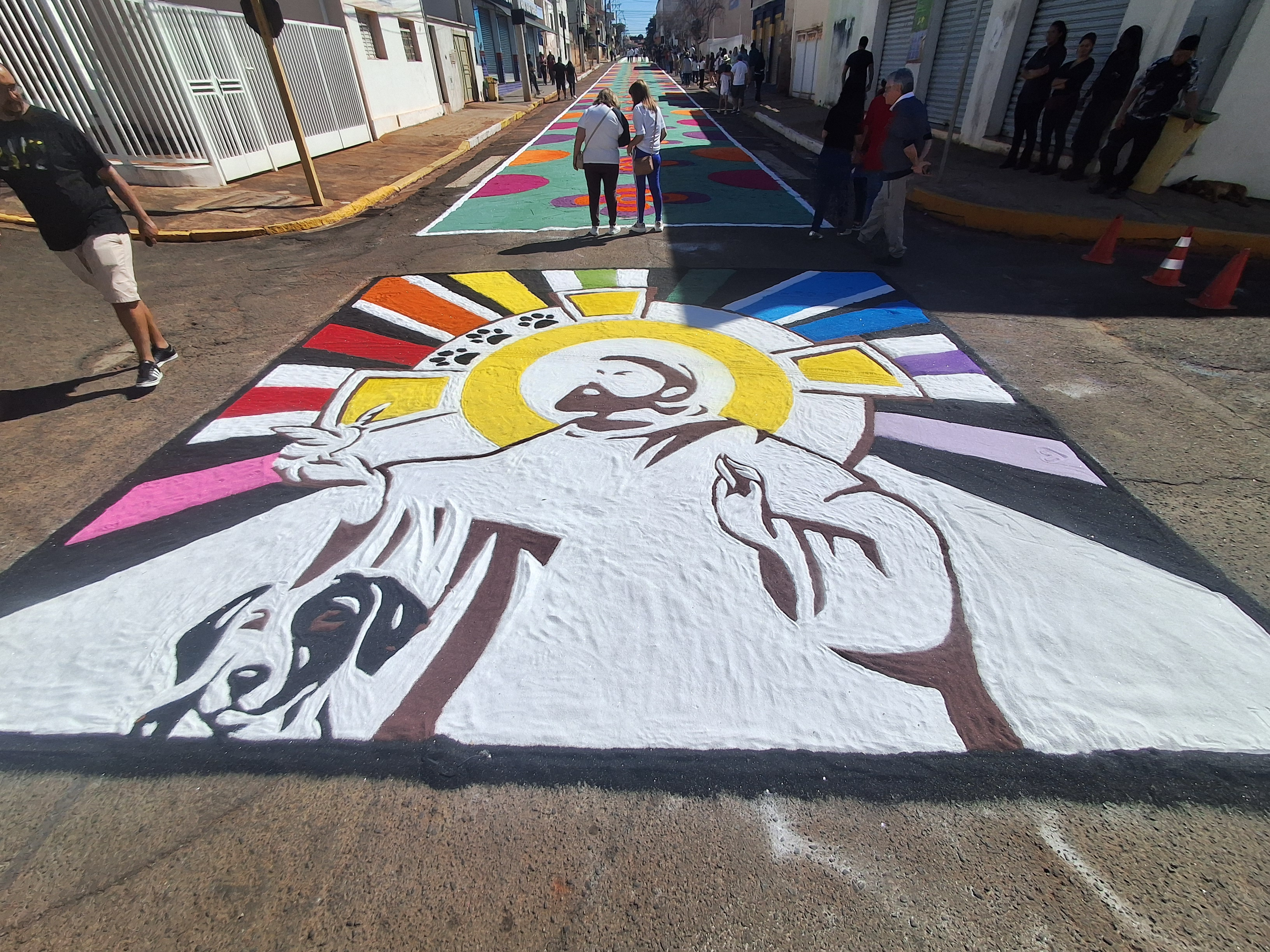
Tapete de Corpus Christi em São Manuel, Brasil

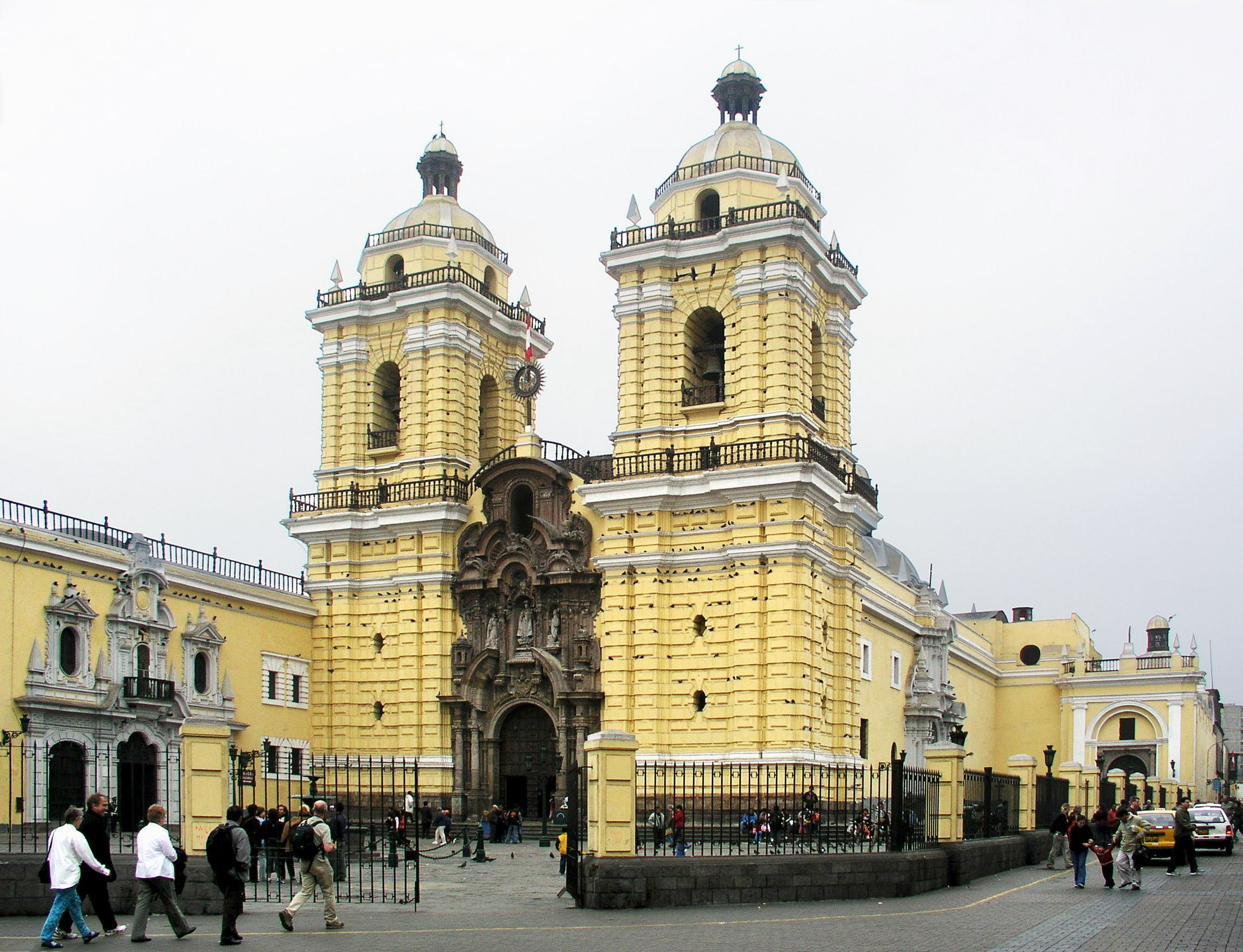
Lima, Peru
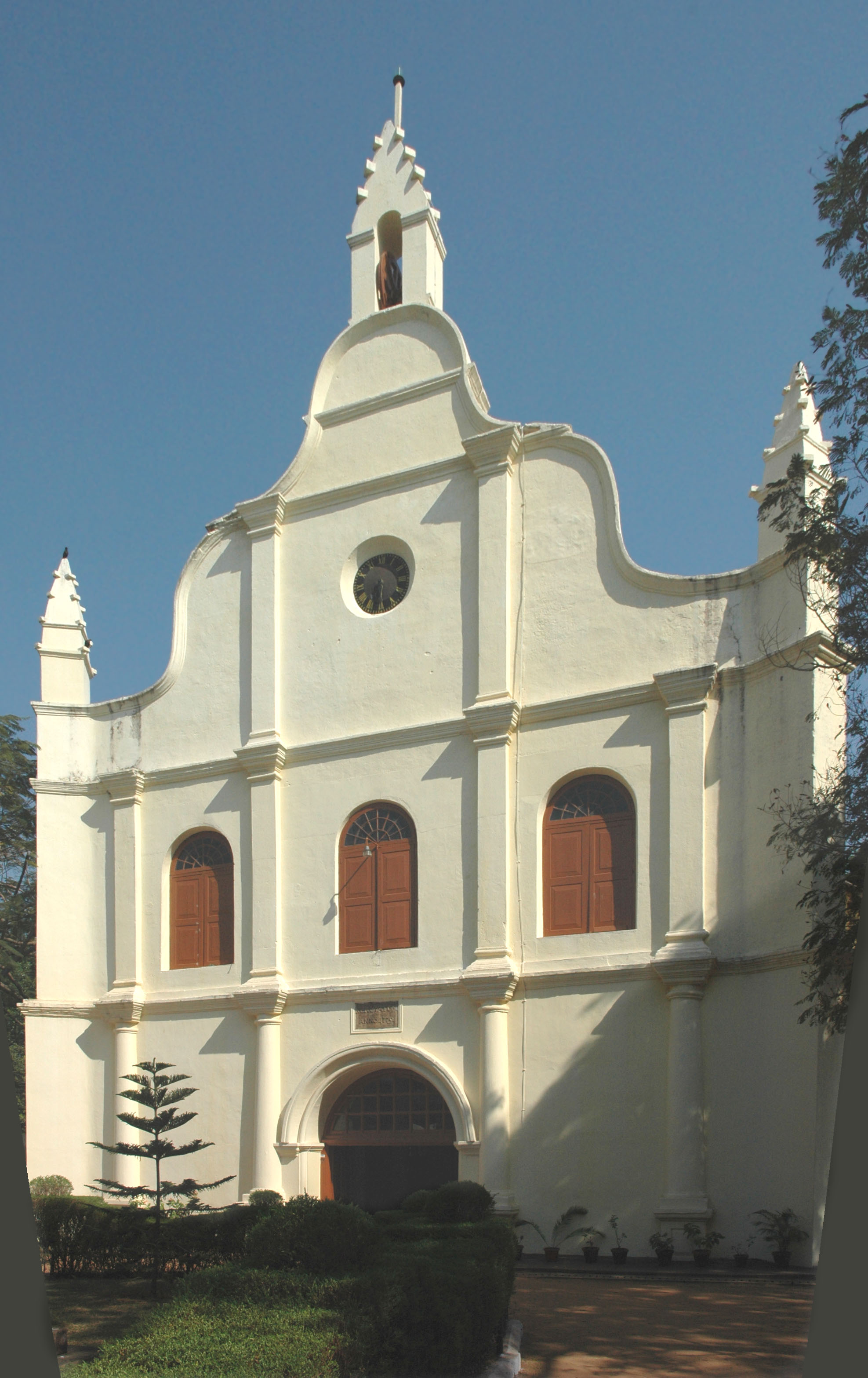
Cochim, Índia
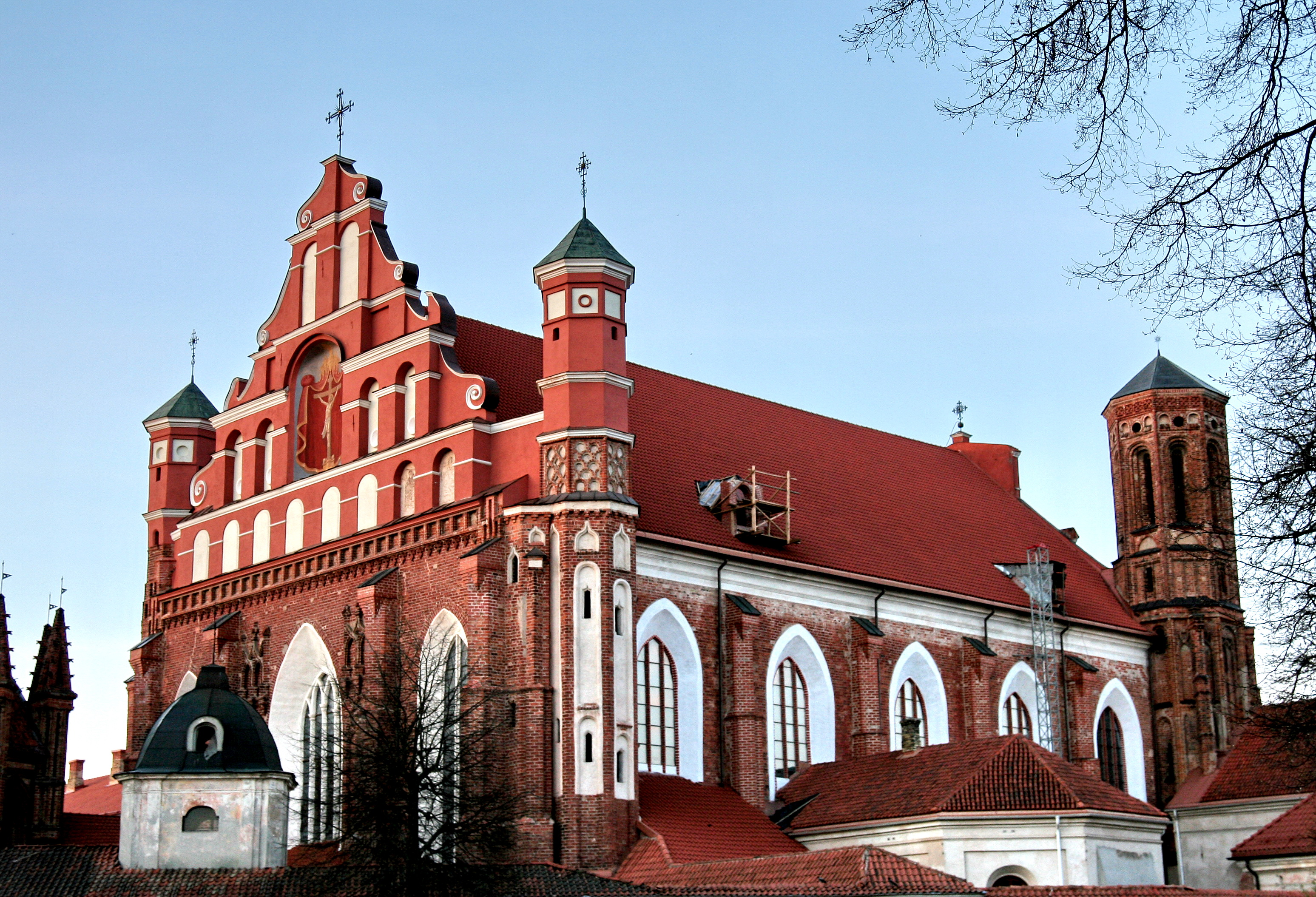
Vilnius, Lituânia
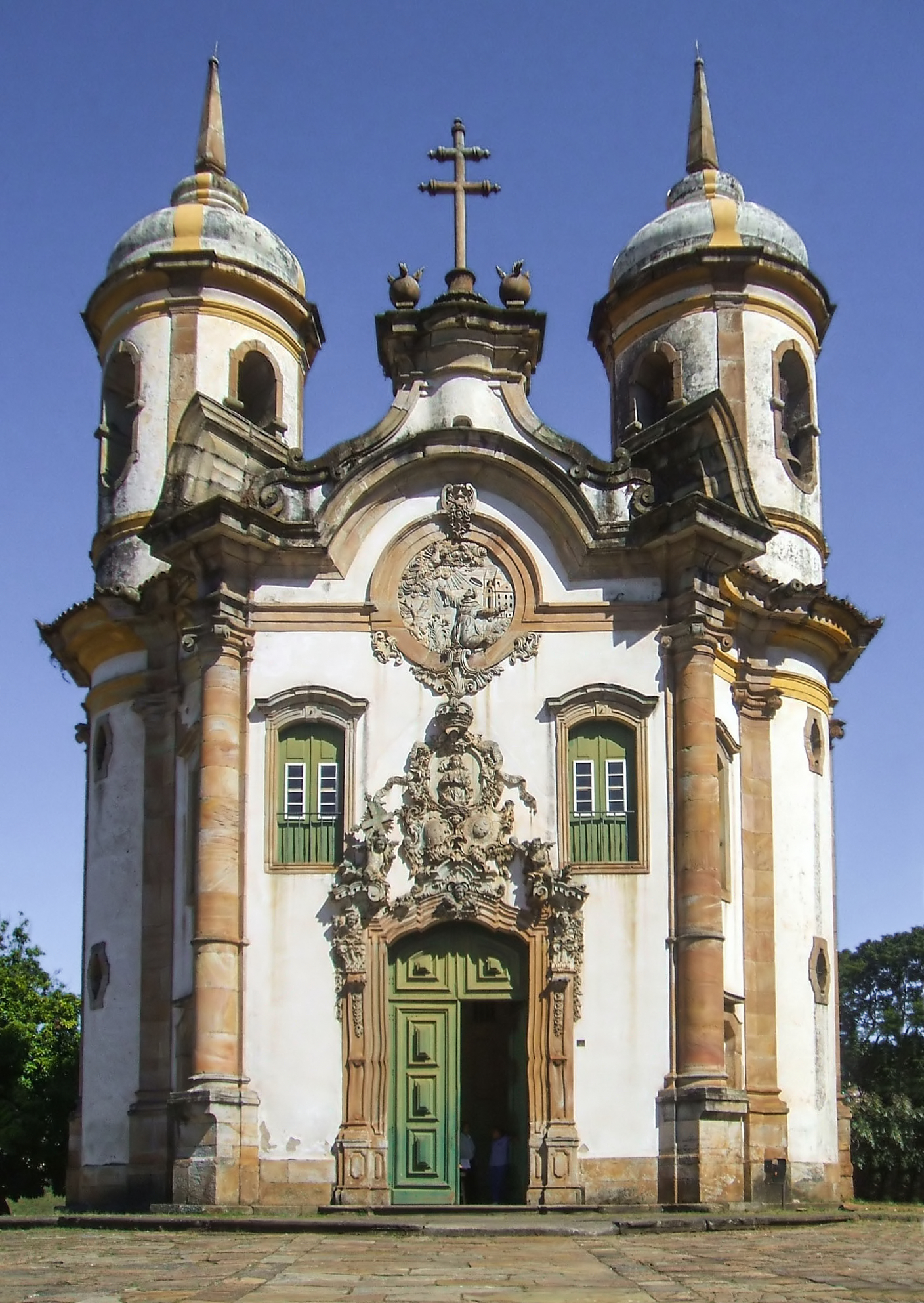
Ouro Preto, Brasil
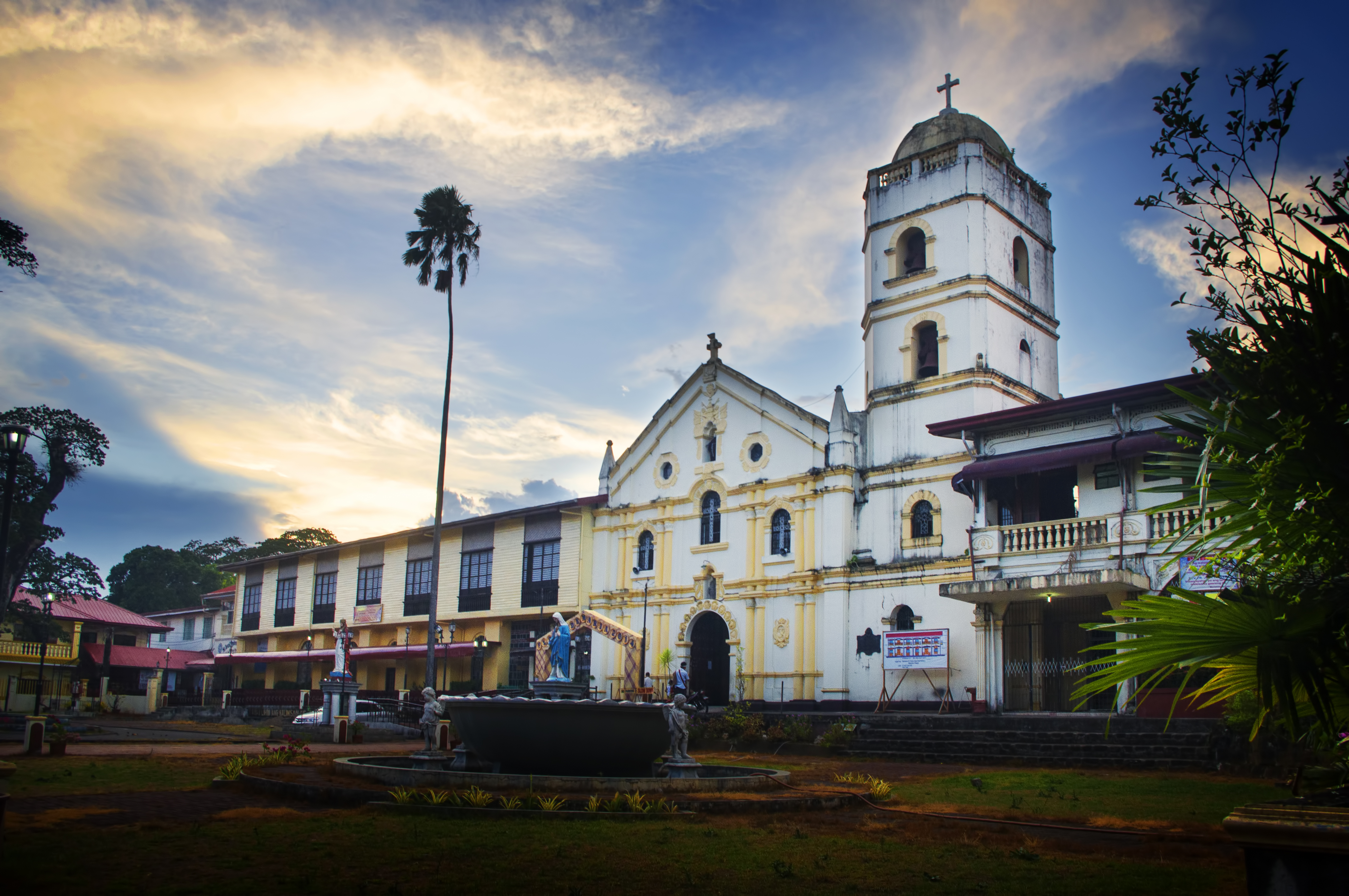
Sariaya, Filipinas